# Цицерон
Марк Ту́ллий Цицеро́н (лат. Marcus Tullius Cicero; родился 3 января 106 года до н. э., Арпинум, Римская республика — убит 7 декабря 43 года до н. э., близ Формий, Римская республика) — римский государственный и политический деятель республиканского периода, оратор, философ, учёный. Одна из величайших фигур в истории западной цивилизации.
Сделал благодаря своему ораторскому таланту блестящую карьеру: вошёл в сенат с 73 года до н. э. и стал консулом в 63 году до н. э. Сыграл ключевую роль в раскрытии и разгроме заговора Катилины. В дальнейшем, в условиях гражданских войн, оставался одним из самых выдающихся и самых последовательных сторонников сохранения республиканского строя. Был казнён членами второго триумвирата, стремившимися к неограниченной власти.
Цицерон — «человек, чья жизнь и характер задокументированы лучше и глубже, чем у любого другого деятеля древнего мира», — оставил обширное литературное наследие, существенная часть которого сохранилась до наших дней. Его произведения уже в античную эпоху получили репутацию эталонных с точки зрения стиля, а сейчас являются важнейшим источником сведений о всех сторонах жизни Рима в I веке до н. э. Многочисленные письма Цицерона стали основой для европейской эпистолярной культуры; его речи, в первую очередь катилинарии, принадлежат к числу самых выдающихся образцов жанра. Философские трактаты Цицерона, предназначенные для латиноязычных читателей, представляют собой уникальное по охвату изложение всей древнегреческой философии и сыграли важную роль в развитии древнеримской культуры.

## Биография

### Происхождение
Марк Туллий Цицерон был старшим сыном римского всадника того же имени, которому слабое здоровье не позволило сделать карьеру, и его жены Гельвии — «женщины хорошего происхождения и безупречной жизни». Его братом был Квинт, тесную связь с которым Марк Туллий сохранял в течение всей своей жизни, двоюродным братом — Луций Туллий Цицерон, сопровождавший кузена в его путешествии на Восток в 79 году до н. э.
Род Туллиев принадлежал к аристократии Арпина, небольшого города в землях вольсков на юге Лация, жители которого обладали римским гражданством с 188 года до н. э. Отсюда же родом был и Гай Марий, находившийся в свойстве с Туллиями: дед Цицерона был женат на Гратидии, чей брат женился на сестре Мария. Таким образом, племянник Гая Марк Марий Гратидиан приходился Цицерону двоюродным дядей, а на двоюродной тётке Цицерона Гратидии был женат Луций Сергий Катилина.
Неизвестно, с какого времени Туллии носили когномен Цицерон (Cicero). Плутарх утверждает, что это родовое прозвание произошло от слова «горох нут» и что друзья Цицерона в те времена, когда он только начинал карьеру, советовали ему заменить это имя чем-нибудь более благозвучным. Марк Туллий отверг этот совет, заявив, что он заставит свой когномен звучать громче, чем имена Скавр и Катул.

### Ранние годы
Когда будущему оратору исполнилось 15 лет (91 год до н. э.), его отец, мечтавший о политическом поприще для своих сыновей, переехал с семьёй в Рим, чтобы дать мальчикам хорошее образование.
Желая стать судебным оратором, юный Марк изучал творчество греческих поэтов, интересовался греческой литературой, обучался красноречию у знаменитых ораторов Марка Антония и Луция Лициния Красса, брал уроки у актёров Клодия Эзопа и Квинта Росция Галла, а также слушал выступавшего на форуме Публия Сульпиция. Оратору необходимо было знать римское право, и Цицерон обучался ему у видного юриста того времени Квинта Муция Сцеволы «Понтифика». Прекрасно владея греческим языком, Цицерон познакомился с греческой философией благодаря близости с эпикурейцем Федром Афинским, стоиком Диодором Кроном и главой новоакадемической школы Филоном. У последнего Марк Туллий учился и диалектике — искусству спора и аргументации.
Во время начавшейся вскоре Союзнической войны Цицерон служил в армии Луция Корнелия Суллы. В 89 году до н. э. он стал свидетелем знамения, предшествовавшего победе Суллы при Ноле, и встречи консула Гнея Помпея Страбона с марсом Веттием Скатоном. Затем, в условиях вражды марианской и сулланской «партий» Цицерон «обратился к жизни тихой и созерцательной», изучая философию, риторику и право. Это продолжалось до окончательной победы сулланцев в 82 году до н. э.; при этом сам Цицерон утверждал позднее, что был на стороне Суллы.

### Начало карьеры оратора
Первая сохранившаяся речь Цицерона, произнесённая в 81 году до н. э., когда ему исполнилось уже 25 лет, называлась — «В защиту Квинкция». Эта речь, целью которой было вернуть незаконно захваченное имущество, принесла ему первый успех.
Ещё большего успеха оратор добился речью «В защиту Росция», в которой был вынужден говорить о состоянии дел в государстве, где, по его словам, «разучились не только прощать проступки, но и расследовать преступления». Это непростое дело скромного выходца из провинции Росция, несправедливо обвинённого родственниками в убийстве собственного отца, в действительности было тяжбой между представителями старинных римских родов, утративших своё влияние при сулланском режиме, и безродными ставленниками диктатора. Цицерон лично побывал в Америи и на месте расследовал обстоятельства преступления, после чего просил у суда 108 дней для подготовки процесса.
Уже на процессе Росция Цицерон показал себя талантливым учеником греков и известного ритора Аполлония Молона, у которого молодой оратор получил образование в Риме. Речь Цицерона была построена по всем правилам ораторского мастерства — с жалобами на молодость и неопытность защитника, увещеванием судей, прямыми речами от имени обвиняемого, а также опровержением доводов обвинения. В развенчании утверждений обвинителя Гая Эруция, пытавшегося доказать, что Росций — отцеубийца, Цицерон прибегает к греческому искусству этопеи, опиравшемуся на характеристику обвиняемого, который не мог бы совершить столь ужасного поступка:

Секст Росций убил своего отца. — «Что он за человек? Испорченный юнец, подученный негодяями?» — «Да ему за сорок лет». — «Тогда его на это злодеяние, конечно, натолкнули расточительность, огромные долги и неукротимые страсти». По обвинению в расточительности его оправдал Эруций, сказав, что он едва ли был хотя бы на одной пирушке. Долгов у него никогда не было. Что касается страстей, то какие страсти могут быть у человека, который, как заявил сам обвинитель, всегда жил в деревне, занимаясь сельским хозяйством? Ведь такая жизнь весьма далека от страстей и учит сознанию долга.
— Цицерон. В защиту Секста Росция из Америи, XIV, 39.

Важность дела Росция заключалась в том, что, по словам Цицерона, «после долгого перерыва» впервые происходил «суд по делу об убийстве, а между тем за это время были совершены гнуснейшие и чудовищные убийства». Так защитник намекал на события гражданской войны 83—82 гг. до н. э. и сулланские репрессии, обращённые против всех несогласных с диктаторским режимом. Дальние родственники обвиняемого, сразу после убийства его отца, очень богатого человека, попытались внести его имя в проскрипционные списки с помощью влиятельного фаворита Суллы, Корнелия Хрисогона. Они хотели продать его имущество за бесценок и разделить деньги между собой. И исполнению замыслов «бесчестных наглецов», как именовал их Цицерон, мешал законный наследник, которого и попытались обвинить в отцеубийстве. Именно поэтому в данном деле защитник не столько говорил о невиновности обвиняемого (она для всех очевидна), сколько разоблачаел алчность преступников, наживающихся на гибели сограждан, и тех, кто пользуется связями для сокрытия преступлений. В речи Цицерон обращается к судьям не с лестью, а с требованием «возможно строже покарать за злодеяния, возможно смелее дать отпор наглейшим людям»: 
«Если вы в этом судебном деле не покажете, каковы ваши взгляды, то жадность, преступность и дерзость способны дойти до того, что не только тайно, но даже здесь на форуме, у ваших ног, судьи, прямо между скамьями будут происходить убийства».
Процесс был выигран, и оратор приобрёл большую популярность в народе благодаря своей оппозиции местной аристократии. Но, опасаясь мести Суллы, Цицерон под предлогом необходимости более глубокого изучения философии и ораторского искусствана на два года отправился в Афины и на остров Родос. Там он вновь обучался у Молона, оказавшего сильное влияние на стиль Цицерона — с этого времени оратор стал придерживаться «среднего» стиля красноречия, объединившего ряд элементов азианского и умеренного аттического стилей.
В 78 году до н. э., в возрасте 28 лет, Цицерон возвратился в Рим вскоре после смерти Суллы. Здесь он женился на Теренции, принадлежавшей к знатному роду (этот брак принёс ему приданое в 120 тысяч драхм), и продолжил судебную ораторскую практику.

### Начало политической деятельности
В 75 году до н. э. Цицерон был избран квестором и получил назначение на Сицилию, где руководил вывозом зерна в период нехватки хлеба в Риме. Своей справедливостью и честностью он заслужил уважение сицилийцев, но в Риме его успехи практически не были замечены. Плутарх так описывает его возвращение в столицу:

В Кампании ему встретился один видный римлянин, которого он считал своим другом, и Цицерон, в уверенности, что Рим полон славою его имени и деяний, спросил, как судят граждане об его поступках. «Погоди-ка, Цицерон, а где же ты был в последнее время?» — услыхал он в ответ, и сразу же совершенно пал духом, ибо понял, что молва о нём потерялась в городе, словно канула в безбрежное море, так ничего и не прибавив к прежней его известности.
— Плутарх. Цицерон, 6.
Квестура означала для Марка Туллия вступление в сенаторское сословие. К 14 октября 73 года до н. э. относится самое первое его упоминание в качестве сенатора. В последующие годы Цицерон принял участие в ряде судебных процессов, добился признания в сенате, а в 70 году до н. э. без особого труда занял должность эдила, являвшуюся следующей после квестуры ступенью в карьере.
В августе 70 года до н. э. Цицерон выступил с циклом речей против пропретора Сицилии, в прошлом сторонника Суллы, Гая Верреса, который за три года наместничества (73—71 гг. до н. э.) разграбил провинцию и казнил многих её жителей.
Дело осложнялось тем, что противника Цицерона поддерживали многие влиятельные нобили, в том числе оба консула следующего года (Гортензий, знаменитый оратор, согласившийся выступить на процессе защитником, и друг Верреса Квинт Цецилий Метелл Критский), а также председатель суда претор-десигнат Марк Цецилий Метелл.

Гай Веррес не раз говорил, …что за ним стоит влиятельный человек, полагаясь на которого он может грабить провинцию, а деньги он собирает не для одного себя; что он следующим образом распределил доходы от своей трёхлетней претуры в Сицилии: он будет очень доволен, если доходы первого года ему удастся обратить в свою пользу; доходы второго года он передаст своим покровителям и защитникам; доходы третьего года, самого выгодного и сулящего наибольшие барыши, он полностью сохранит для судей.
— Цицерон. Против Гая Верреса (первая сессия), XIV, 40.
Но Цицерон все же взялся за дело против коррупции на всех уровнях власти и победил. Его речи, написанные для этого процесса, имели огромное политическое значение, поскольку в сущности Цицерон выступил против сенатской олигархии и одержал над ней триумфальную победу: аргументы оратора в пользу виновности Верреса оказались настолько бесспорными, что знаменитый Гортензий отказался защищать подсудимого. Веррес был вынужден заплатить крупный штраф в размере 40 миллионов сестерциев и удалиться в изгнание.
Тем временем продолжалась политическая карьера Цицерона: он был избран претором на 66 год до н. э., причём получил больше всего голосов, а в ходе отправления этой должности снискал репутацию умелого и безукоризненно честного судьи. Параллельно он продолжал заниматься адвокатурой, а также произнёс речь «О назначении Гнея Помпея полководцем», в которой поддержал законопроект Гая Манилия о предоставлении Гнею Помпею Великому неограниченных полномочий в борьбе с понтийским царём Митридатом VI Евпатором. В результате Помпей получил чрезвычайную власть в войне, а интересы римского всадничества и сенаторов на Востоке были защищены.

### Консульство и заговор Катилины
В 63 году до н. э. Цицерон был избран на должность консула, одержав убедительную победу на выборах — даже до окончательного подсчёта голосов. Его коллегой стал связанный с аристократическим лагерем Гай Антоний Гибрида.
В начале своего консульства Цицерону пришлось заниматься аграрным законом, предложенным народным трибуном Сервилием Руллом. Законопроект предусматривал раздачу земли беднейшим гражданам и учреждение для этого специальной комиссии, облечённой серьёзными полномочиями. Цицерон выступил против этой инициативы, произнеся три речи; в результате закон не был принят.

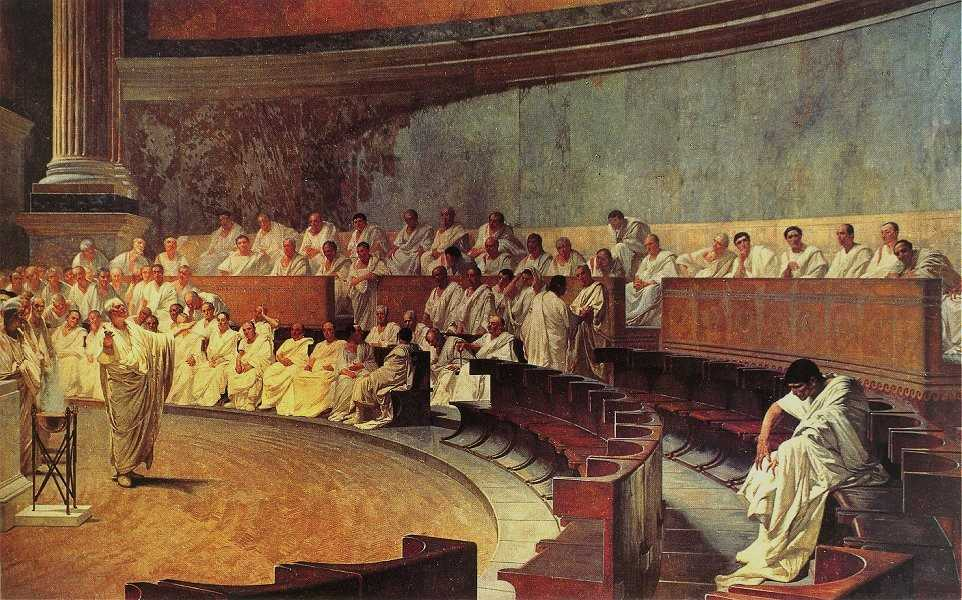
Ч. Маккари. Цицерон произносит речь против Катилины в Римском сенате. Фреска «Зала Маккари» в Палаццо Мадама в Риме. 1889 г.

Один из проигравших кандидатов в консулы 63 года до н. э. Луций Сергий Катилина выдвинул свою кандидатуру также и на выборы 62 года. Предполагая и на этот раз провал, он заранее начал готовить заговор с целью захвата власти, который Цицерону удалось раскрыть. Уже первой из четырёх своих речей против Катилины, считающихся образцами ораторского искусства, Цицерон вынудил Луция Сергия бежать из Рима в Этрурию. В последовавшем заседании Сената, которым он руководил, было решено арестовать и казнить без суда тех заговорщиков (Лентул, Цетег, Статилий, Габиний и Цепарий), которые остались в Риме, так как они представляли собой слишком большую угрозу государству и обычные в таких случаях меры — домашний арест или ссылка — были бы недостаточно эффективны. Юлий Цезарь, присутствовавший на заседании, выступал против казни, но Катон своей речью, не только обличавшей вину заговорщиков, но и перечислявшей подозрения, падавшие на самого Цезаря, убедил сенаторов в необходимости смертного приговора. Осуждённые были в тот же день отведены в тюрьму и там задушены.
В этот период слава и влияние Цицерона достигли своего пика; восхваляя его решительные действия, Катон назвал его «отцом отечества». Но в то же время Плутарх пишет:

Многие прониклись к нему неприязнью и даже ненавистью — не за какой-нибудь дурной поступок, но лишь потому, что он без конца восхвалял самого себя. Ни сенату, ни народу, ни судьям не удавалось собраться и разойтись, не выслушав ещё раз старой песни про Катилину … он наводнил похвальбами свои книги и сочинения, а его речи, всегда такие благозвучные и чарующие, сделались мукою для слушателей.
— Плутарх. Цицерон, 24..

### Изгнание
В 60 году до н. э. Цезарь, Помпей и Красс объединили силы с целью захвата власти, образовав первый триумвират. Признавая таланты и популярность Цицерона, которому уже исполнилось 46 лет, они сделали несколько попыток привлечь его на свою сторону. Цицерон, поколебавшись, отказался, предпочтя остаться верным сенату и идеалам Республики. И сделало его открытым для нападок оппонентов, в числе которых был народный трибун Клодий, невзлюбивший Цицерона с тех пор, как оратор дал против него показания на судебном процессе.
Клодий добивался принятия закона, который бы обрекал на изгнание должностное лицо, казнившее римского гражданина без суда. Закон был направлен в первую очередь против Цицерона. Цицерон обратился за поддержкой к Помпею и другим влиятельным лицам, но не получил её. При этом он сам пишет, что отказался от помощи Цезаря, предлагавшего ему сначала свою дружбу, потом посольство в Александрию, потом — должность легата в своей армии в Галлии; причиной отказа стало нежелание бежать от опасности. Согласно Плутарху же, Цицерон сам попросил у Цезаря место легата, получил его, а потом от него отказался из-за притворного дружелюбия Клодия.
Источники отмечают малодушное поведение Цицерона после принятия закона: он униженно просил о помощи действующего консула Пизона и триумвира Помпея, а последнему даже бросился в ноги, но в обоих случаях получил категорический отказ. Одетый в бедную и грязную одежду, он приставал на улицах Рима к случайным прохожим, даже к тем, кто его совсем не знал. В конце концов, в апреле 58 года до н. э. Цицерону всё же пришлось уйти в изгнание и покинуть пределы Италии. После этого его имущество было конфисковано, а дома сожжены. Изгнание подействовало на Цицерона крайне угнетающе: он даже думал о самоубийстве.
В сентябре 57 года до н. э. Гней Помпей занял более жёсткую позицию по отношению к Клодию: он прогнал трибуна с форума и добился возвращения Цицерона из ссылки с помощью Тита Анния Милона Папиана. Дом и усадьбы Цицерона были отстроены заново за счёт казны. Тем не менее, Марк Туллий оказался в сложном положении: своим возвращением он был обязан, в первую очередь, лично Помпею, а власть сената существенно ослабла на фоне открытых схваток между сторонниками Милона и Клодия и усиления позиций триумвиров. Цицерону пришлось принять фактическое покровительство последних и произносить речи в их поддержку, оплакивая при этом положение Республики.
Постепенно Цицерон отошёл от активной политической жизни и предался адвокатской и литературной деятельности. В 55 году до н. э. он написал диалог «Об ораторе», а в следующем году приступил к работе над сочинением «О государстве».

### Наместничество в Киликии и гражданская война
В 51 году до н. э. Цицерон был назначен по жребию наместником Киликии. Он отправился в свою провинцию с большой неохотой и в письмах друзьям часто писал о своей тоске по Риму; тем не менее правил он успешно: пресёк мятеж каппадокийцев, не прибегая к оружию, а также нанёс поражение разбойничьим племенам Амана, за что получил титул «Императора».
В Риме на момент возвращения Марка Туллия усиливалось противостояние между Цезарем и Помпеем. Цицерон долго не хотел принимать чью-либо сторону («Я люблю Куриона, желаю почестей Цезарю, готов умереть за Помпея, но дороже всего на свете для меня Республика!») и приложил много усилий к тому, чтобы примирить противников, так как понимал, что в случае гражданской войны республиканский строй будет обречён вне зависимости от того, кто победит. «Из победы вырастет много зла и прежде всего тиран».
«Он обращался с советами к обоим — Цезарю посылал письмо за письмом, Помпея уговаривал и умолял при всяком удобном случае, — стараясь смягчить взаимное озлобление. Но беда была неотвратима». В конце концов без особой охоты Цицерон стал сторонником Помпея, последовав, по его словам, за честными людьми, как бык за стадом.
Помпей поручил Марку Туллию набирать войска в Кампании вместе с консулами, но последние на место не явились; разочарованный в полководческом таланте Помпея и потрясённый его намерением оставить Италию, Цицерон уехал в своё имение в Формиях и решил отказаться от участия в гражданской войне. Цезарь попытался переманить его на свою сторону: он посылал Цицерону «вкрадчивые письма», а весной 49 года до н. э. даже навестил его. Но свита Цезаря шокировала Цицерона. Когда Цезарь отправился с армией в Испанию, Марк Туллий принял решение всё же примкнуть к Помпею, хотя и видел, что тот проигрывает войну. Он написал об этом Аттику: «Я никогда не хотел быть участником его победы, но я хочу разделить его несчастье». В июне 49 года Цицерон присоединился к Помпею в Эпире.
Источники сообщают, что в лагере помпеянцев Цицерон, вечно угрюмый, насмехался над всеми, включая командующего. После битвы при Фарсале, когда разгромленный Помпей бежал в Египет, Катон предложил Цицерону как консуляру командование над войском и флотом, стоявшими в Диррахии. Тот, окончательно разочарованный, отказался и после стычки с Помпеем Младшим и другими военачальниками, обвинявшими его в предательстве, перебрался в Брундизий. Здесь он провёл почти год, пока Цезарь не вернулся из египетской и азиатской кампаний; затем произошли их встреча и примирение. «С тех пор Цезарь относился к Цицерону с неизменным уважением и дружелюбием». Тем не менее Цицерон оставил политику, так и не сумев примириться с диктатурой, и занялся сочинением и переводом с греческого философских трактатов.

### Оппозиция Марку Антонию и гибель
Убийство Юлия Цезаря в 44 году до н. э. стало для Цицерона полной неожиданностью и очень его обрадовало: он решил, что со смертью диктатора республика может быть восстановлена. Но его надежды на создание республиканского правительства не сбылись. Брут и Кассий были вынуждены оставить Италию, а в Риме резко усилились позиции цезарианца Марка Антония, ненавидевшего Цицерона — во многом из-за того, что тот восемнадцатью годами ранее добился бессудебной расправы над его отчимом Лентулом, сторонником Катилины.
Некоторое время Цицерон планировал уехать в Грецию. Он передумал и вернулся в Рим, узнав, что Антоний выразил готовность сотрудничать с сенатом, но уже на следующий день после его возвращения (1 сентября 44 года) произошёл открытый конфликт. 2 сентября Цицерон произнёс речь, направленную против Антония и названную автором «филиппикой» по аналогии с речами Демосфена против усиления Филиппа Македонского. В ответной речи Антоний заявил о причастности Марка Туллия к убийству Цезаря, к расправе над сторонниками Катилины, к убийству Клодия и провоцированию раздоров между Цезарем и Помпеем. После этих событий Цицерон стал опасаться за свою жизнь и удалился в своё имение в Кампании, занявшись сочинением второй филиппики, трактатов «Об обязанностях» и «О дружбе».
Вторая филиппика была опубликована в конце ноября. Антоний уехал в Цизальпинскую Галлию, назначенную ему провинцией, а Цицерон стал фактическим главой республики. Он заключил союз против Антония с Децимом Юнием Брутом, отказавшимся передавать тому Галлию, с обоими консулами (в прошлом цезарианцами) и с наследником Цезаря Октавианом. Уже 20 декабря Цицерон произнёс третью и четвёртую филиппики, где сравнивал Антония с Катилиной и Спартаком.
Будучи уверенным в победе, Цицерон не смог предусмотреть союз Октавиана с уже разбитым Антонием и Марком Эмилием Лепидом и образование второго триумвирата (осенью 43 года до н. э.). Войска триумвиров заняли Рим, и Антоний добился включения имени Цицерона в проскрипционные списки «врагов народа», которые триумвиры обнародовали немедленно после образования союза.

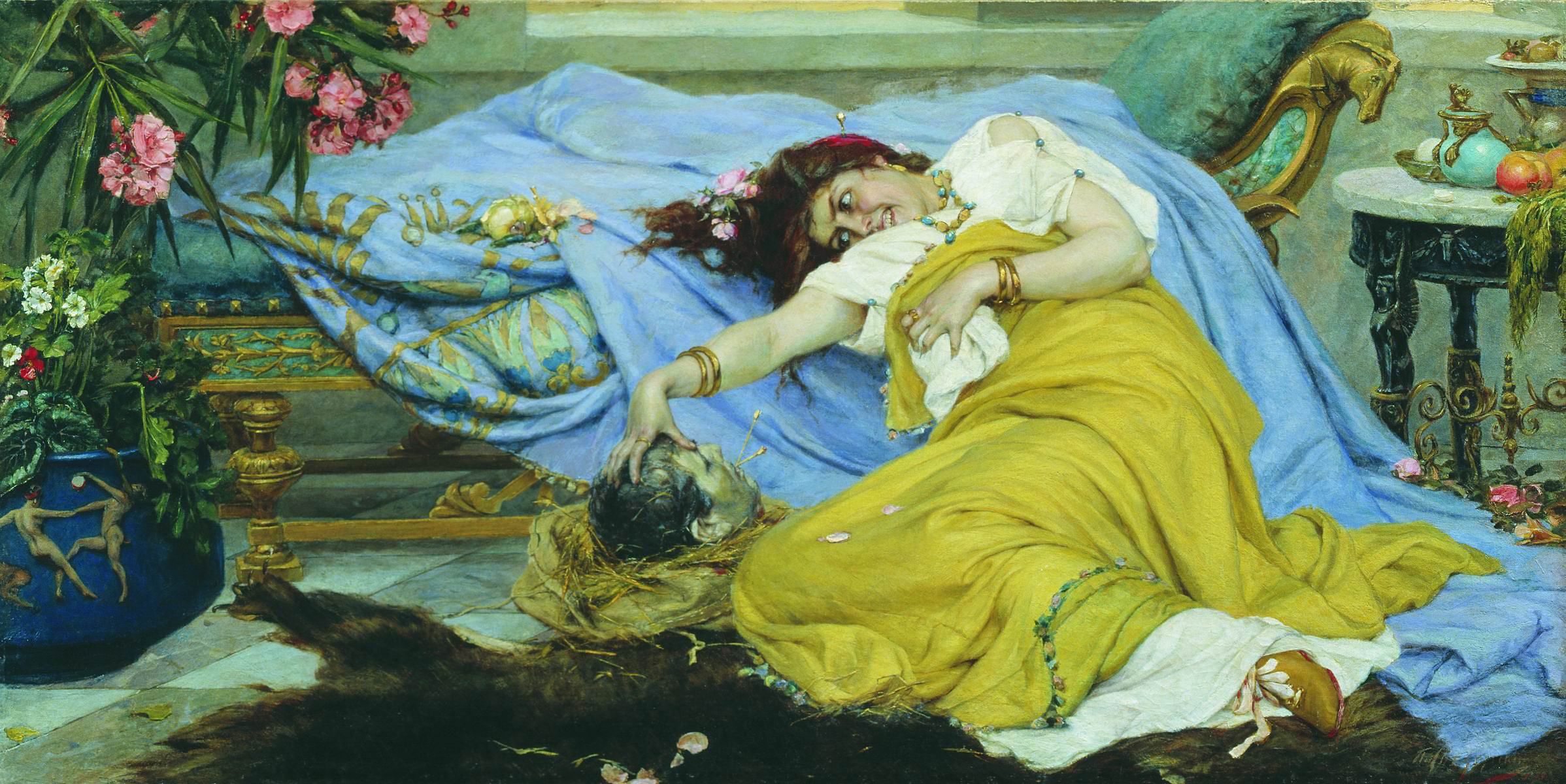
Фульвия с головой Цицерона, картина П. Сведомского

Цицерон пытался бежать в Грецию, но убийцы настигли его 7 декабря 43 года до н. э. недалеко от его виллы в Формии. Когда Цицерон заметил догоняющих его убийц, он приказал несущим его рабам поставить паланкин на землю, а потом, высунув голову из-за занавеси, подставил шею под меч центуриона. Отрубленные голова и руки Цицерона были доставлены Антонию и затем помещены на ораторской трибуне форума. По преданию, жена Антония Фульвия втыкала в язык мёртвой головы булавки, а затем, как рассказывает Плутарх, «голову и руки приказали выставить на ораторском возвышении, над корабельными носами, — к ужасу римлян, которым казалось, будто они видят не облик Цицерона, но образ души Антония…».

## Взгляды Цицерона

### Философские взгляды
Цицерону нередко отказывают в состоятельности как философу, сводя его вклад лишь к удачной компиляции выводов греческих философских школ для римского читателя. Причинами подобного отношения являются общее критическое отношение к Цицерону, распространившееся в историографии XIX века (см. ниже), и самоуничижительные высказывания самого Марка Туллия, отрицавшего значительность своего вклада в философские трактаты (возможно, это была самоирония). Определённую роль сыграл и намеренный отказ Цицерона от категоричных суждений, вызванный его принятием учения философов-скептиков. Эта манера противоречила строгому стилю философствования, мода на который распространилась в философии начиная с Нового времени.
Благодаря хорошей подготовке Цицерон был хорошо знаком с основными философскими течениями своего времени. Величайшим философом всех времён Цицерон считал Платона, вторым после него — Аристотеля. При этом он признавал излишнюю отвлечённость философии Платона. Из более современных философских течений Марк Туллий был наиболее близок к стоикам, чьё этическое учение хорошо согласовывалось с традиционным римским мировоззрением. Его отношение к популярному эпикурейству было в целом отрицательным. Тем не менее, он неплохо относился к основателю этого учения. Знакомство с греческой философией не ограничивалось классическими и новыми течениями: Цицерон был знаком и с идеями досократиков. Впрочем, допускается, что не все цитаты в его сочинениях могут свидетельствовать о знакомстве с первоисточниками, поскольку Цицерон мог заимствовать их из более поздних обзорных сочинений. Степень зависимости Цицерона от предшественников неясна, поскольку многие потенциальные источники не сохранились. По наиболее радикальной точке зрения, признававшей несамостоятельность римского автора, источником для каждого сочинения Цицерона служил один-единственный греческий трактат. В. Ф. Асмус полагает, что у Цицерона есть и сочинения, написанные без крупных заимствований из греческих трактатов, но из-за этого в них нередко возникали ошибки, неточности и противоречия.
Поскольку Цицерон не стремился к построению всеобъемлющей философской концепции, по ряду ключевых вопросов бытия и познания он затрудняется дать окончательный ответ. В целом взгляды Цицерона характеризуются как умеренный скептицизм в основных философских вопросах со значительным влиянием идей стоицизма в этике и политической теории. При этом подчёркивается, что скептицизм римского автора не был самоцелью, а носил сугубо прикладной характер: сопоставляя различные точки зрения, он стремился приблизиться к истине. Г. Г. Майоров характеризует философскую платформу Цицерона как «натуралистический монизм с некоторыми отклонениями в сторону платонического идеализма».
Важными заслугами Цицерона являются адаптация древнегреческого философского наследия к условиям древнеримского менталитета и, особенно, изложение философии на латинском языке. Сам Марк Туллий приписывал первенство в создании философских сочинений на латинском языке Варрону. Цицерон содействовал становлению латинской философской терминологии, введя в оборот ряд новых терминов (например, definitio — определение, progressus — прогресс). В отличие от создавшего философскую поэму Тита Лукреция Кара, он избрал более традиционный, прозаический, способ передачи философских знаний. Несмотря на многочисленные отсылки к диалогам Платона, основной формой трактатов Цицерона стал обмен длинными речами, наиболее характерный для диалогов Аристотеля и лишь для некоторых сочинений Платона. Обилие крупных текстов со сложной структурой отвечало риторическим склонностям Марка Туллия и позволяло в полной мере реализовать свои литературные таланты. Сказалось и влияние энциклопедического способа изложения, характерного для всей римской научной литературы.
Воспринятый Цицероном скептицизм, признававший существование различных точек зрения и позволявший заимствовать выводы разных философских школ, стал теоретической основой для политических и, в меньшей степени, риторических трактатов.
Цицерон любил вести философские беседы с гражданкой Рима Капитолиной Цереллией.

### Политические взгляды. Теория права
Политические и правовые идеи Цицерона считаются ценным вкладом в теорию государства и права. При этом Цицерон — один из немногих политических мыслителей, преуспевших и в практической политической деятельности. Хотя в историографии распространена точка зрения о двуличности Цицерона, С. Л. Утченко считает, что трактаты Цицерона развивают и дают теоретическое обоснование тем же взглядам, которые он всегда высказывал в своих публичных выступлениях — в частности, используемым в выступлениях лозунгам «согласия сословий» (concordia ordinum) и «согласия всех благонамеренных» (consensus bonorum omnium). Оба лозунга, по-видимому, были придуманы самим Цицероном. Марк Туллий отстаивал идею о важности изучения философии для государственных деятелей, а занятия философией во время вынужденного удаления от политики считал альтернативой политической деятельности.
Как и вся философия Цицерона, его политические идеи в значительной степени опираются на греческую мысль. Тем не менее, автор рассматривает прежде всего римскую специфику государства и постоянно акцентирует внимание на опыте именно римской истории. Более того, он ставит перед собой вполне ясную задачу — обосновать особую миссию Римской республики. Цицерон стремится противопоставить Рим греческим полисам, что проявляется, например, в подчёркивании вслед за Катоном Старшим постепенного формирования римской конституции в противоположность грекам, чьи полисы получали основные законы от одного человека (Солон в Афинах, Ликург в Спарте и т. д.). Он также рассуждает о преимуществах основания города не на обычном у греков побережье, а на некотором удалении от моря, и отстаивает преимущества римской выборной монархии перед наследованием титула у спартанских царей.
В вопросе о происхождении государства и права важнейшее влияние на Цицерона оказали Платон, Аристотель, философы-стоики, а также Панетий и Полибий. Взгляды Цицерона на происхождение государства со временем менялись — от признания важности риторики в объединении первобытных людей против диких животных в ранних сочинениях до последующего принятия точки зрения Аристотеля об изначально заложенном стремлении людей к совместному проживанию. Марк Туллий различает несколько видов общностей, и самой тесной из них он признаёт объединение людей в рамках одной гражданской общины (civitas). Известное определение Цицероном государства (res publica) как «достояния народа» (res populi) отходит от образцов, принятых в греческой политической мысли:

Государство есть достояние народа, а народ не любое соединение людей, собранных вместе каким бы то ни было образом, а соединение многих людей, связанных между собою согласием в вопросах права и общностью интересов (Цицерон. О государстве, I, XXV, 39).
Оригинальный текст (лат.)Est igitur... res publica res populi, populus autem non omnis hominum coetus quoquo modo congregatus, sed coetus multitudinis iuris consensu et utilitatis communione sociatus.

Марк Туллий повторяет распространённую в античную эпоху трёхчастную классификацию форм государственного устройства (в греческой традиции — демократия, аристократия, монархия, у Цицерона — civitas popularis, civitas optimatium, regnum), заимствует идею о постепенном вырождении всех этих форм в свою противоположность и вслед за предшественниками признаёт отсутствие единственно правильной формы устройства из трёх перечисленных. Идеальной формой государственного устройства он, вновь следуя за греческой политической мыслью, считает смешанную конституцию, объединяющую достоинства трёх «чистых» форм, но не имеющую их недостатков. При этом Цицерон присоединяется к Полибию, который видел в Римской республике воплощение смешанного государственного устройства, и тем самым отказывается от следования Платону, описавшему вымышленное идеальное государство. Предполагается, что отказ от создания утопических проектов и восхваления чужих обычаев при одновременной идеализации собственной древней истории хорошо соответствовал традиционному римскому мировоззрению. Римский автор идёт дальше Полибия и допускает, что Римское государство может существовать вечно. Цицерон приходит к выводу, что важнейшим достоинством смешанной конституции является не просто стабильность государственного устройства (таково мнение Полибия), но и возможность обеспечения «великого равенства», которое три классические формы правления предложить не могут. Недостатки трёх «чистых» форм, по Полибию, сводятся к их неустойчивости, но для Цицерона не менее важным их недостатком является невозможность обеспечить справедливость.
Во фрагментарно сохранившейся пятой книге трактата «О государстве» Цицерон развивает идею о потребности Римской республики в лидере, который сумел бы мирно разрешать возникшие противоречия. В этой идее нередко видят идейную подготовку принципата, хотя и отмечается, что построенная первым принцепсом Октавианом Августом система власти не соответствовала взглядам убеждённого республиканца Цицерона. Однако одно из базовых положений Цицерона — потребность в надклассовом лидере, стоящем выше интересов отдельных людей, политических обществ и социальных групп — было использовано Октавианом в обосновании своей власти. Политический смысл, который вкладывался Цицероном в понятие надклассового лидера (Цицерон называл его разными терминами — rector rei publicae, tutor et moderator rei publicae, princeps, и допускается существование некоторых различий между этими обозначениями), остаётся предметом дискуссий в историографии. Осложняет решение данного вопроса фрагментарная сохранность последних двух книг трактата «О государстве»: до наших дней дошли лишь фрагменты, в которых участники диалога обсуждают качества, какими должен обладать rector, и его обязанности, но не его права и полномочия. В конце XIX — начале XX века распространилась версия, что своим сочинением Цицерон готовил теоретическое обоснование формы правления, близкой к конституционной монархии. С. Л. Утченко присоединяется к точке зрения Й. Фогта, критикующего монархическое толкование слов Цицерона, и видит в описанном им лидере аристократа, действующего в рамках республиканских установлений. Схожей точки зрения придерживается, например, П. Грималь, по мнению которого, Марк Туллий видел в описанном лидере не полноправного монарха, а прежде всего посредника в разрешении споров. Неясно, мог ли Цицерон иметь в виду конкретного человека, подходящего на роль идеального правителя (rector) — Гнея Помпея, самого себя, или же его размышления не претендовали на немедленную практическую реализацию. Г. Бенарио считает, что концепция Цицерона об идеальном правителе факультативно дополняет римскую смешанную конституцию и не является её неотъемлемой частью, хотя эта точка зрения не всегда разделяется.
В своей политической теории Цицерон исходит из известного в античную эпоху представления о циклах жизни и смерти отдельных государств. Вопрос о предопределённости упадка государств оставался нерешённым, но античные мыслители видели два наиболее очевидных ответа на этот вопрос — либо государства обречены на гибель, либо государство с идеальными законами может существовать вечно. Скептическое отношение Цицерона к судьбе и сверхъестественной предопределённости привело его к поиску идеальных законов.
В трактате «О законах» Цицерон развивает теорию естественного права (ius naturale в широком смысле, ratio naturale), согласно которой существует «естественный закон», общий для людей и богов. С его помощью люди отличают бесправие от права и зло от добра. Этот закон (в широком смысле) он определяет как «заложенный в природе высший разум, велящий нам совершать то, что совершать следует, и запрещающий противоположное» (lex est ratio summa, insita in natura, quae iubet ea quae facienda sunt, prohibetque contraria). Происхождение же человеческих законов, которые он отличает от закона природного, римский автор считает результатом общественного договора. По Цицерону, несовершенство людей приводит к тому, что ими нередко принимаются несовершенные и несправедливые законы. Существует три основных взгляда на соотношение природных и человеческих законов у Цицерона. Первый и наиболее традиционный подход предполагает, что связи между ними такие же, как между идеями Платона и их земными отражениями (вещами): законы людей могут лишь приблизиться к идеальным законам природы. Второй подход рассматривает высказанные Цицероном идеи как развитие абстрактных законов природы. Третий подход, предложенный в 1980-е годы К. Жирарде, утверждает тождественность обоих видов законов. Вслед за ранними римскими юристами Цицерон выделяет и ius gentium (право народов), которое он ставит выше ius civile (гражданского права, то есть права отдельных общин, в том числе и Рима)
К I веку до н. э. развитие римского права привело к накоплению многочисленных, никак не систематизированных источников права. Из-за сложности изучения права, досадовал Цицерон, даже некоторые судебные ораторы не разбираются в юридических вопросах. Решением этой проблемы он видел разработку введения в право с использованием философского аппарата для классификации базовых принципов гражданского права, которое позволило бы упорядочить разрозненные определения и превратить право в искусство. Е. М. Штаерман предполагает, что к эпохе Цицерона в Римской республике уже появились некоторые основы теории права, однако до наших дней сохранились только намёки на их существование. В книге III трактата «О законах» рассматриваются некоторые базовые положения устройства римских магистратур, которые К. Кейс сравнивает с конституциями современных государств, отмечая при этом уникальность подобного свода в античную эпоху.
Замечая, что справедливость не очень-то распространена на Земле, Цицерон описывает «сон Сципиона» в книге VI трактата «О государстве», выдвигая идею о посмертном воздаянии за справедливую жизнь. Марк Туллий предостерегал от слишком точного следования букве закона, поскольку это может привести к несправедливости. Основываясь на своих выводах о естественном праве и о справедливости, Цицерон требует справедливого обращения и с рабами, предлагая относиться к ним точно так же, как и к наёмным рабочим.

### Взгляды на риторику, литературу и историю
Цицерон написал несколько риторических сочинений, в которых высказался по разным вопросам теории и практики публичных выступлений. Риторику он трактовал очень широко, что было вызвано античной традицией зачитывать записанные сочинения вслух.
Основные положения воззрений Цицерона на риторику заключены в трактатах «Об ораторе» (в основном идеи самого Цицерона озвучивает Луций Красс), «Оратор», частные вопросы рассматриваются в «Топике», «О построении речи», «Бруте» и раннем сочинении «О нахождении риторики». Причина, по которой Марк Туллий часто высказывал собственные взгляды на качества идеального оратора, заключалась в его неудовлетворённости современным состоянием риторического образования, ориентированным на узкоспециальные задачи. Хотя описанный Цицероном идеал, в соответствии с философией Платона, был недостижим, но задачей начинающих ораторов римский автор считал приближение к этому образцу.
По мнению Цицерона, идеальный оратор должен быть разносторонне образованным человеком. Помимо теории риторики, от него требуется знание основ философии, гражданского права, истории. Это было связано с критическим отношением римского автора к пышным, но бессодержательным выступлениям, распространившимся в его эпоху. Также он требует от оратора искреннего переживания предмету своего выступления и хорошего чувства такта: «Сколь неуместно было бы, говоря о водостоках <…>, употреблять пышные слова и общие места, а о величии римского народа рассуждать низко и просто!» Цицерон рассматривает различные риторические фигуры, но советует не злоупотреблять ими. Римский автор пишет о необходимости последовательности для формирования целостного колорита каждого выступления. Знает он и о том, что со временем пышные речи надоедают, но не углубляется в поиск причин этого явления. Цицерон полагает, что удачно и в меру использованные архаические слова придают речи достоинство. При этом он считает возможным и образование неологизмов из понятных слушателям корней. Из основных выразительных средств важнейшими он считает метафору и различные сравнения, хотя и предупреждает, что не следует ими увлекаться, и предостерегает от подбора слишком неестественных метафор. Вслед за учебниками риторики он советовал практиковаться в рассуждениях и предлагал выбирать для них философские темы. Много внимания Цицерон уделял вопросам произношения. В качестве образцового выговора он рекомендует обратить внимание на речь пожилых римлянок, отличавшуюся особой чистотой и изысканностью. Марк Туллий требует избегать неблагозвучных сочетаний звуков и тщательно соблюдать ритм речи. В поздних сочинениях он активно полемизирует с набиравшими популярность ораторами-аттицистами, которые избрали в качестве образца подчёркнутый минимализм в вопросах стилистической отделки выступлений.
Высказывает Цицерон и свои соображения относительно структуры публичных выступлений. Для судебных и политических речей он предлагает разные особенности структуры. Для всех типов речей, впрочем, он рекомендует использовать спокойные и умеренные вступления без пафоса и шуток, хотя сам иногда отступает от этого правила (например, в первой речи против Катилины). При этом во вступлении, по Цицерону, следует особенно тщательно следить за ритмом речи. Последующие части выступления имеют собственные законы. Самой эмоциональной частью выступления Цицерон предлагает сделать заключение (peroratio).
В речи за Архия Цицерон обосновывает пользу литературы и для писателя, и для читателя. Для римского автора крайне важна общественная польза литературы (в частности, воспевание деяний великих людей прошлого и современности), из-за чего он говорит о высоком общественном престиже писателей и поэтов. Отдельно Цицерон высказался о роли писательского и поэтического дара. По его мнению, имеющийся талант нужно развивать, а опора только на природные способности недопустима. Взгляды римского автора на поэзию были весьма консервативными: он поддерживал старые традиции стихосложения, восходящие к Эннию, и критиковал поэтов-модернистов (одним из этих, по выражению Цицерона, «праздных» поэтов был Катулл). Последних он упрекал в том, что поэзия стала для них целью, а не средством прославления родины и воспитания сограждан, критиковал выбор ими оторванных от жизни сюжетов и нападал на их искусственно усложнённую лирику. Наиболее высоко Цицерон ценил эпическую поэзию, чуть ниже он ставил трагедию, а из авторов особо ценил Энния и мастеров психологизма, которым был готов простить даже огрехи стиля. О роли Цицерона в истории латинской поэзии существуют противоположные мнения (см. ниже раздел «Стиль»).
«Кому же не известно, что первый закон истории — ни под каким видом не допускать лжи; затем — ни в коем случае не бояться правды; не допускать ни тени пристрастия, ни тени злобы»
Цицерон неоднократно высказывался и по вопросу о принципах описания истории, которую он считал разновидностью ораторского искусства. Марк Туллий призывал писать исторические сочинения прежде всего о недавних событиях, не углубляясь в ценимую историками-анналистами древность. Цицерон требовал от историка не ограничиваться простым перечислением деяний, считая необходимым описывать намерения действующих лиц, подробно освещать особенности развития событий и рассматривать их последствия. Он призывал историков не злоупотреблять риторическим оформлением сочинений и считал, что стиль исторических сочинений должен быть спокойным. При этом, замечает С. Л. Утченко, сам Цицерон едва ли следовал собственным рекомендациям в истории своего консульства (это сочинение не сохранилось), и потому считает озвученные им требования к историку лишь данью традиции.

### Религиозные взгляды
Рассмотрению различных вопросов, связанных с религией, Цицерон посвятил три трактата — «О природе богов», «О дивинации» (в других переводах — «О ворожбе», «О гадании») и «О судьбе». Первое сочинение написано под сильным влиянием учения стоика Посидония, хотя заметна и роль философов-академиков. Его диалогическая структура определяет отсутствие чётких выводов: участники диалога обмениваются мнениями, но Цицерон не обозначает собственную точку зрения. По несколько иной схеме построен трактат «О дивинации». В отличие от прочих философских сочинений, Цицерон изображает себя активным участником диалога и высказывает ряд категоричных мыслей по рассматриваемой теме. Это позволяет установить его собственные воззрения, которые, впрочем, находятся под влиянием Клитомаха, излагающего учение Карнеада, и Панетия. В этом сочинении он отходит от традиционной близости к стоической философии, резко критикуя их учение о судьбе и предсказаниях. Критикует Цицерон и этическую функцию религии: он не считает эффективным мотиватором страх перед сверхъестественным возмездием. При рассмотрении проблемы происхождения зла (теодицеи), которое появилось, несмотря на добрые побуждения богов-творцов, Цицерон критиковал стоические взгляды по этому вопросу. Впрочем, он не пытается опровергнуть теоретические основания учения стоиков, а лишь апеллировал к историческим примерам, когда благородные люди гибнут, а плохие — правят. Из этого он сделал вывод о безразличии богов и к добрым, и к злым людям. Стоический аргумент о разуме как инструменте для различения добра от зла он счёл несостоятельным, признавая правоту идеи Аристотеля о «нейтралитете» разума и указывая на регулярное использование человеком разума во вред себе и другим людям. Наконец, с помощью софизмов и приёмов, почерпнутых из адвокатской практики, Цицерон доводит точку зрения стоиков до абсурда, доказывая, будто провидение наделило человека разумом вовсе не с добрыми, а со злыми намерениями.
В своих сочинениях Цицерон отделял организованную религию (religio) от суеверия (superstitio). Различия между двумя понятиями, однако, проведены Цицероном недостаточно чётко. В трактате «О природе богов» Цицерон дал определение религии. В первой книге этого сочинения он пишет, что религия «состоит в благочестивом поклонении богам» (лат. religionem, quae deorum cultu pio continetur), во второй — мимоходом бросает уточнение: «[в отношении] религии, то есть поклонения богам» (лат. religione, id est cultu deorum). Определение Цицерона не ново и восходит к используемому Гомером и Гесиодом понятию «почитание богов» (др.-греч. τιμή θεῶν). Разницу между двумя терминами он пытается объяснить и через «народные этимологии» обоих слов, подчёркивая изначально положительный оттенок значения слова «религия» и негативный — «суеверия».
Цицерон критиковал распространённые в народе суеверия, но защищал тесно связанные с ними религиозные культы. При этом, замечает Е. А. Беркова, защита организованной религии римским автором отчасти противоречит его собственным рассуждениям. Цицерон полагает, что очень популярные в античную эпоху гадания основаны на случае и потому не могут служить доказательством существования богов. Он сравнивает гадателей со врачами: хотя все они основывают свои познания на опыте, но врач в своих действиях исходит из разумных оснований, а гадатель не может объяснить связь между видом внутренностей жертвенных животных и будущими событиями. Марк Туллий отрицает сверхъестественную сущность различных чудес, считая, что все они подчиняются законам природы (rationes naturales). Опираясь на свой опыт члена жреческой коллегии авгуров, он знает о манипуляциях предсказаниями и доказывает, что многие истории, якобы подтверждающие состоятельность гаданий, придуманы из расчёта на невежество слушателей. По его мнению, пророчества популярных в античную эпоху оракулов или прямо обманывают просителей, или намеренно туманны. Марк Туллий задумывался и над вопросом, не лучше ли отказаться от веры в богов, если с ними исчезнут и все суеверия, хотя он не развивает эту мысль дальше. Несмотря на свои критические высказывания против предрассудков, Цицерон возражал против попыток философов-эпикурейцев изжить все суеверия, обосновывая это нуждой в государственных богослужениях. Потребность в сохранении организованной религии он обосновывал не логическими аргументами, а апелляциями к интересам государства.
Взгляды Цицерона на существование богов менее очевидны, поскольку заключительная книга сочинения «О природе богов», в которой должны были подводиться итоги рассуждений, сохранилась не полностью. В результате, различные исследователи не согласны в том, кто из участников диалога выражал точку зрения самого Марка Туллия. Е. А. Беркова считает взгляды Цицерона близкими к позиции философа-академика Гая Аврелия Котты, чья речь составляет большую часть первой книги трактата, а Г. Г. Майоров приписывает роль главного выразителя взглядов автора Луцилию Бальбу, устами которого озвучены взгляды стоиков во второй книге сочинения. Луцилий Бальб приводит ряд доводов о существовании богов и рассматривает идею о разумности мирового устройства. Вера в богов, по мнению Цицерона, не нуждается в доказательствах, поскольку является особым типом убеждений. По заключению Г. Г. Майорова, Цицерон «чтит не столько самих богов, сколько римскую религию». По его же мнению, Цицерон сомневался в существовании богов, но опасался озвучивать свои мысли открыто из-за памяти о судьбе Протагора, которого изгнали из Афин за публикацию трактата, в котором философ сомневался в существовании богов. Иного мнения придерживается П. Грималь, который предполагает вполне искреннюю веру Цицерона в сверхъестественные силы и отрицает попытки представить Цицерона двуличным манипулятором.

## Литературное наследие

### Речи
Цицерон опубликовал более сотни речей, политических и судебных, из которых полностью или в значительных фрагментах сохранились 58.
| Год                      | Оригинальное название                                      | Русское название                                           | Подробности |
| ------------------------ | ---------------------------------------------------------- | ---------------------------------------------------------- | --- |
| 81 до н. э.              | Pro P. Quinctio                                            | В защиту Публия Квинкция                                   | Первая сохранившаяся речь Цицерона. Дело слушалось в гражданском суде. На стороне истца выступал Квинт Гортензий Гортал, судьёй был Гай Аквилий Галл; дело, вероятно, было выиграно Квинкцием                                  |
| 80 до н. э.              | Pro Sex. Roscio Amerino                                    | В защиту Секста Росция из Америи                           | Речь в защиту обвиняемого в отцеубийстве. Убитый был задним числом включён в список проскрибированных, один из приближённых Суллы присвоил его имущество и сфабриковал обвинение против Росция-младшего. Цицерон выиграл дело. |
| 76 до н. э.              | Pro Q. Roscio Comoedo                                      | В защиту актёра Росция                                     | Речь в защиту ответчика в гражданском процессе. Истец требовал выплаты ему половины компенсации, полученной Росцием за убитого раба. Цицерон выиграл дело.                                                                     |
| 72/71 до н. э.           | Pro M. Tullio                                              | В защиту Марка Туллия                                      | Защитная речь |
| 69 до н. э.              | Pro A. Caecina                                             | В защиту Авла Цецины                                       | Речь в защиту ответчика в гражданском процессе. Истца представлял Гай Кальпурний Пизон. |
| 70 до н. э.              | Divinatio in Caecilium                                     | Против Квинта Цецилия                                      | Речь против бывшего квестора Гая Верреса, пытавшегося стать подставным обвинителем своего патрона. |
|                          | Речь против Верреса (первая сессия) In Verrem actio prima) |                                                            | Обвинительная речь против Гая Верреса в связи с вымогательствами в провинции (crimen pecuniarum repetundarum) |
|                          | In Verrem actio secunda I—V                                | Речи против Верреса (вторая сессия) 1-5                    | Эти пять речей не были произнесены, так как обвиняемый удалился в добровольное изгнание. |
| 69 до н. э.              | Pro M. Fonteio                                             | В защиту Марка Фонтея                                      | Защитная речь в суде |
| 66 до н. э.              | De imperio Cn. Pompei (De lege Manilia)                    | О предоставлении империя Гнею Помпею/ О законе Гая Манилия | Речь перед народным собранием |
|                          | Pro A. Cluentio Habito                                     | В защиту Авла Клуенция Габита                              | Защитная речь в суде |
|                          | De Sullae bonis                                            |                                                            | |
| 63 до н. э.              | De lege agraria (Contra Rullum) I—III                      | О земельном законе/ Против Рулла                           | Речи консульского года, произнесённые в Сенате (I) и перед народом (II/III). Четвёртая речь полностью утеряна. |
|                          | Pro Muraena                                                | В защиту Мурены                                            | Защитная речь в суде |
|                          | Pro C. Rabirio perduellionis reo                           | В защиту Гая Рабирия                                       | Защитная речь в суде |
|                          | In Catilinam I—IV                                          | Против Катилины 1-4                                        | Речи против Луция Сергия Катилины: 7 и 8 ноября 63 года до н. э. перед сенатом (I) и перед народным собранием (II); Речи о наказании приверженцев Катилины 3 декабря перед народом (III) и 5 декабря перед сенатом (IV)        |
| 62 до н. э.              | Pro Archia                                                 | В защиту Архия                                             | Защитная речь в суде |
|                          | Pro P. Cornelio Sulla                                      | В защиту Публия Корнелия Суллы                             | Защитная речь в суде |
| 59 до н. э..             | Pro L. Valerio Flacco                                      | В защиту Луция Валерия Флакка                              | Защитная речь в суде |
| 57 до н. э.              | De domo sua ad pontifices                                  | О своём доме                                               | Речь, произнесённая в коллегии понтификов, где доказывалась незаконность трибуната и действий Публия Клодия |
|                          | Oratio cum populo gratias egit                             | Речь к народу по возвращении из изгнания                   | Благодарственная речь ко всем, кто помог оратору вернуться из изгнания |
|                          | Oratio cum senatui gratias egit                            | Речь в сенате по возвращении из изгнания                   | Благодарственная речь ко всем, кто помог оратору вернуться из изгнания |
| 56 до н. э.              | De haruspicum responso                                     | Об ответах гаруспиков                                      | Речь в сенате |
|                          | De provinciis consularibus                                 | О консульских провинциях                                   | Речь в сенате |
|                          | In P. Vatinium                                             | Против Публия Ватиния                                      | Обвинительная речь в суде |
|                          | Pro M. Caelio                                              | В защиту Марка Целия                                       | Защитная речь в суде |
|                          | Pro L. Cornelio Balbo                                      | В защиту Луция Корнелия Бальба                             | Защитная речь в суде |
|                          | Pro P. Sestio                                              | В защиту Публия Сестия                                     | Защитная речь в суде |
| 55 до н. э.              | In L. Calpurnium Pisonem                                   | Против Луция Кальпурния Пизона                             | Политическая речь |
| 54 до н. э.              | Pro Aemilio Scauro                                         | В защиту Эмилия Скавра                                     | Защитная речь в суде |
|                          | Pro Cn. Plancio                                            | В защиту Гнея Планция                                      | Защитная речь в суде |
| 54/53 или 53/52 до н. э. | Pro Rabirio Postumo                                        | В защиту Рабирия Постума                                   | Защитная речь во время процесса против Авла Габиния |
| 52 до н. э.              | Pro T. Annio Milone                                        | В защиту Тита Анния Милона                                 | Защитная речь в суде |
| 46 до н. э.              | Pro M. Marcello                                            | В защиту Марка Марцелла                                    | Речь, произнесённая в благодарность Цезарю за помилование изгнанника Марка Клавдия Марцелла |
| 46 до н. э.              | Pro Q. Ligario                                             | В защиту Квинта Лигария                                    | Защитная речь перед диктатором |
| 45 до н. э.              | Pro rege Deiotaro                                          | В защиту царя Дейотара                                     | Защитная речь перед диктатором |
| 44—43 до н. э.           | Philippicae orationes                                      | Филиппики                                                  | Политические речи против Марка Антония |

Среди исследователей нет единого мнения по вопросу о редактировании Цицероном, Тироном или Аттиком речей перед изданием. Л. Уилкинсон считает, что опубликованные тексты речей очень редко дословно совпадали с устными выступлениями, и только ораторы с феноменальной памятью (например, Гортензий) могли идеально воспроизвести заранее подготовленные выступления. Из сообщения Квинтилиана известно, что Цицерон произносил наизусть только тщательно проработанные вступления к речам, а также некоторые ключевые фрагменты выступления. Сохранившиеся до наших дней записи его речей были сокращены Тироном перед изданием. Л. Уилкинсон признаёт существование заметных различий между реально произнесёнными речами и специально оформленными опубликованными вариантами даже если речь Цицерона записывал стенографист, а также указывает, что практика древнеримского судопроизводства не позволяла произносить речи в той форме, в которой они сохранились. И. М. Тронский полагает, что перед публикацией речи Цицерона подвергались довольно сильной литературной обработке. В качестве особенно яркого примера он приводит сообщение Диона Кассия, будто бы Тит Анний Милон, находясь в изгнании в Массилии (современный Марсель), прочитал опубликованную Цицероном речь в свою защиту и воскликнул, что если бы оратор произнёс именно этот вариант речи, то ему, Милону, не пришлось бы сейчас есть массилийскую рыбу. М. Е. Грабарь-Пассек настаивает, что ситуация с речью Милона была уникальной из-за запугивания Цицерона во время выступления. Тем не менее, она признаёт определённое редактирование текстов выступлений перед публикацией. И. П. Стрельникова полагает, что сохранившиеся варианты речей Цицерона незначительно отличались от реально произнесённых. Некоторые опубликованные выступления (последние речи против Верреса и вторая филиппика) в реальности вообще не произносились и циркулировали только в письменном виде. Речь к сенату после возвращения из изгнания (Post reditum in senatu) была сначала написана, а затем произнесена. Хотя большинство речей были сначала произнесены, а затем отредактированы и опубликованы, записанные версии сохраняют признаки, присущие устной речи, поскольку они предназначались для прочтения вслух. Дж. Пауэлл сравнивает записанные речи со сценариями, которые необходимо озвучить.

### Риторические трактаты
- De inventione (О нахождении риторики);
- Orator (Об ораторе);
- Brutus sive De claris oratoribus (Брут, или О знаменитых ораторах);
- Orator (Оратор[англ.]).

### Философские трактаты

Opera omnia, 1566 г.

В настоящее время известны 19 трактатов Цицерона, посвящённые вопросам философии и политики, большая часть которых написана в форме вымышленных диалогов. Они ценны тем, что излагают, подробно и без искажений, учения ведущих философских школ того времени — стоиков, академиков и эпикурейцев, — из-за чего римляне считали Цицерона своим первым учителем философии.
Перечень трактатов в хронологическом порядке выглядит так:
- De re publica («О государстве») — создан в 54—51 гг. до н. э. и сохранился частично. Фрагмент «Сон Сципиона» сохранился с комментарием Макробия и был известен в Средние века.
- De legibus («О законах»). Написан в форме диалога между самим Цицероном, его братом Квинтом и Аттиком и сохранился примерно наполовину. Дата создания — конец 50-х годов до н. э.
- Paradoxa Stoicorum («Парадоксы стоиков»). Написан в 46 году до н. э., сохранился
- Consolatio («Утешение») — этот текст был написан после смерти дочери Цицерона и упоминается им в письме к Аттику в начале 45 года до н. э.[156]. Был утерян.
- Hortensius sive de philosophia («Гортензий, или О философии») — написан в начале 45 года до н. э. Этот сохранившийся фрагментарно диалог между Цицероном, Катулом, Гортензием и Лукуллом обратил к христианству Блаженного Августина.
- Academica priora (первая редакция «Академики[англ.]»). 45 год до н. э.
  - Catulus (Катул), 1-я часть Academica priora, большей частью утраченная.
  - Lucullus (Лукулл), 2-я часть Academica priora, сохранившаяся.
- Academici libri или Academica posteriora (вторая редакция «Академики»)
- De finibus bonorum et malorum (О пределах добра и зла) — написан в июне 45 года до н. э. и посвящён Бруту. Сохранился.
- Tusculanae disputationes (Тускуланские беседы) — 2-я половина 45 года до н. э. Этот трактат также посвящён Бруту. Сохранился.
- Cato Maior de Senectute (Катон Старший, или О старости) — написан в 45/44 году до н. э. и представляет собой диалог между Катоном Цензором, Сципионом Эмилианом и Гаем Лелием Мудрым, посвящённый Аттику и сохранившийся до наших дней.
- Laelius de amicitia (Лелий, или О дружбе) — написан в 45/44 году до н. э. «другом для друга»[157]. Здесь снова беседуют Сципион Эмилиан и Лелий Мудрый. Текст сохранился.
- De natura deorum (О природе богов) — написан в 45/44 году до н. э. и посвящён Бруту. Это диалог между стоиком Квинтом Луцилием Бальбом, эпикурейцем Гаем Веллеем и академиком Гаем Аврелием Коттой. Текст сохранился.
- De divinatione (О дивинации (религиозных предсказаниях)[158]) — диалог между Цицероном и его братом Квинтом, написанный в 44 году до н. э. Текст сохранился.
- De fato (О судьбе) — диалог с Авлом Гирцием, написанный в середине 44 года до н. э. и оставшийся незаконченным. Сохранился частично.
- De gloria (О славе) — утраченный трактат, написанный в июле 44 года до н. э.
- De officiis (Об обязанностях) — написан осенью-зимой 44 года до н. э. в виде писем сыну Марку, учившемуся тогда в Афинах. Текст сохранился.

### Письма
Сохранились более 800 писем Цицерона, содержащих множество биографических сведений и массу ценной информации о римском обществе конца периода республики.
Письма были собраны в 48 — 43 гг. до н. э. секретарём Цицерона Тироном. По версии Ж. Каркопино, вся переписка, включая не предназначавшиеся для публикации письма, была обнародована по приказу Октавиана Августа в конце 30-х годов до н. э. в политических целях. Письма делятся на четыре разновидности:
- Письма членам семьи и друзьям (epistulae ad familiares)
- Письма брату Квинту (epistulae ad Quintum fratrem)
- Письма Марку Юнию Бруту (epistulae ad M. Brutum)
- Письма Аттику (epistulae ad Atticum).

## Стиль
Уже в античную эпоху Цицерона признавали одним из законодателей стиля в латиноязычной прозе. В результате, язык Цицерона признаётся нормой классического латинского языка. По сравнению с литературой II века до н. э. Цицерона отличают унифицированная грамматика и единые принципы подбора лексики. Как и все хорошие ораторы своего времени, Цицерон тщательно следил за важным в латинском языке ритмом речи, который совершенно теряется в переводах.
Многие особенности стиля сочинений Цицерона значительно различались в зависимости от жанра.
Риторические вопросы: «Quo usque tandem abutere, Catilina, patientia nostra? Quam diu etiam furor iste tuus nos eludet? Quem ad finem sese effrenata iactabit audacia?» — «Доколе же ты, Катилина, будешь злоупотреблять нашим терпением? Как долго ещё ты, в своём бешенстве, будешь издеваться над нами? До каких пределов ты будешь кичиться своей дерзостью, не знающей узды?»
Изоколон: «Nobiscum versari iam diutius non potes; non feram, non patiar, non sinam» — «Находиться среди нас ты уже больше не можешь; я этого не потерплю, не позволю, не допущу»
Гипербатон: «Magna dis inmortalibus habenda est atque huic ipsi Iovi Statori, antiquissimo custodi huius urbis, gratia, quod hanc tam taetram, tam horribilem tamque infestam rei publicae pestem totiens iam effugimus» — «Великую следует воздать бессмертным богам и, в частности, этому вот Юпитеру Статору, древнейшему стражу нашего города, благодарность за то, что мы уже столько раз были избавлены от столь отвратительной язвы, столь ужасной и столь пагубной для государства»
В судебных и политических выступлениях Цицерон особенно тщательно оформлял свои выступления, поскольку они часто влияли на исход дела. По-видимому, главной целью украшения речей была расстановка акцентов на самых важных деталях. В результате, самые сильные аргументы в поддержку своей позиции Цицерон располагал в начале и конце содержательной части выступления, а потенциально неприятных моментов для подзащитного старался избегать. Чтобы разнообразить речь, Цицерон обращался к похожим случаям в римской истории, рассказывал исторические анекдоты, цитировал греческую и римскую классику, поговорки, дополнял изложение обстоятельств дела краткими вымышленными диалогами с истцом или ответчиком. Цицерон умело использует в свою пользу юмор, причём в судебных речах чаще, чем в политических. При доказательстве своих взглядов (probatio) и опровержении тезисов оппонента (refutatio) риторических украшений больше всего, особенно в случаях, когда вину подзащитного сложно опровергнуть. Апелляций к сугубо юридическим вопросам в судебных речах, напротив, сравнительно немного. Зачастую похожи традиционные для римских судебных речей апелляции к жалкому положению обвиняемого и призывы к милосердию судей. Подобные отступления присутствуют почти в каждой его речи. При этом, например, цитат из латинской и греческой классики больше всего в тех речах, в которых Цицерон надеется отвлечь внимание от слабых доказательств. В политических выступлениях же цитат совершенно нет. Различаются и политические речи перед народом и перед сенатом. Перед сенаторами Цицерон выступает свободнее, не допускает риторических призывов к богам, а также по-иному оценивает спорных политических деятелей — например, братьев Гракхов, чем перед простым народом. Кроме того, в сенате оратор часто употреблял понятные политической элите греческие слова и выражения, но перед народом их нет. Различается и лексика: в одних выступлениях много разговорных выражений и поговорок (больше всего их в политических инвективах), в других — торжественных архаизмов, в третьих — вульгарных выражений, вплоть до «не вполне пристойных слов». Среди наиболее характерных риторических приёмов Цицерона, общих и с другими ораторами своего времени, — восклицание (самый известный пример — «О времена! О нравы!»), риторический вопрос, анафора, параллелизм, изоколон, гипербатон. Прочими важными риторическими приёмами служили широчайшее применение прилагательных в превосходной степени и умышленное использование однокоренных слов в одном предложении. Впрочем, эти выразительные средства не были прерогативой Цицерона: они использовались и другими профессиональными ораторами I века до н. э.: например, автором «Риторики к Гереннию».
Стиль писем Цицерона заметно отличается от прочих его сочинений, но разные письма весьма неоднородны по стилю. Сам Цицерон делил письма на публичные (официальные) и частные (личные), а среди последних выделял два отдельных подкласса — «дружественный и шутливый» и «серьёзный и важный». В личных письмах Цицерон не прибегает к использованию званий и дат, часто использует понятные только адресату намёки. При общении с наиболее близкими людьми он часто употребляет повседневную речь, использует пословицы, загадки, игры со словами и регулярно острословит (любимый объект для шуток — его оппонент Клодий). Более официальны письма магистратам и людям, с которыми Цицерон находился в прохладных отношениях. Как замечает М. фон Альбрехт, «вежливее всего переписка между врагами». Благодаря использованию живого разговорного языка в переписке Цицерона обнаруживается и самый богатый лексикон: множество слов и оборотов не встречаются в других его сочинениях. Довольно часто Цицерон в переписке переходит на известный римской элите древнегреческий язык. Иногда в письмах встречаются и отступления от классического синтаксиса латинского языка.
На философские и, в меньшей степени, риторические трактаты Цицерона оказала решающее влияние греческая традиция. Почти все трактаты написаны в форме диалога, обычной для античных философских сочинений, причём Цицерон предпочитал не краткие реплики в форме вопросов и ответов, как в ранних диалогах Платона, а длинные (порой — на целую книгу) речи, наиболее характерные для Аристотеля. Менее ясно происхождение переноса автором времени действия диалогов в прошлое. Новаторство Цицерона заключается в том, что именно он начал тщательно работать над стилем сочинений. До него риторические трактаты почти никогда тщательно не отделывались. Над стилем философских трактатов работали и раньше, но Цицерон уделял этому вопросу очень большое внимание. Помимо прочего, он тщательно следил за сохранением стилистических особенностей речей известных ораторов прошлого. Однако главным нововведением Цицерона стало использование в философской литературе латинского языка вместо древнегреческого, хотя сам он приписывает эту заслугу своему приятелю Варрону. Цицерон критиковал скептиков, считавших латинский язык недостойным для философских сочинений, но при этом читавших переводные пьесы.
Иногда Цицерон занимался и поэзией. Как правило, он обращался к опыту старых римских поэтов и пренебрегал современными течениями. Его поэтические эксперименты оцениваются диаметрально противоположным образом. Например, И. М. Тронский отказывает Цицерону в поэтическом таланте, а М. фон Альбрехт полагает, что он оказал большое влияние на римскую поэтическую традицию и даже подготовил почву для поэтов эпохи Августа. Впрочем, немецкий исследователь признаёт, что влияние Цицерона на авторов кружка Мецената ещё не изучено.
Благодаря большому количеству сохранившихся речей и писем Цицерона возможно проследить его эволюцию как оратора и, в меньшей степени, как писателя (большинство трактатов Цицерон создал в последние годы жизни).
«Но, скажешь ты, Сатурнина убил именно Рабирий. О, если бы он это совершил! В таком случае я не просил бы об избавлении его от казни, а требовал награды для него»
В речах за Публия Квинкция и Секста Росция из Америй обнаруживаются признаки авторства недостаточно опытного адвоката — дважды в одной речи повторяется похожий оборот, а отдельные элементы речи напоминают школьные риторические упражнения. По словам М. Е. Грабарь-Пассек, «описывая положение Квинкция, в случае если он проиграет процесс, Цицерон изображает его участь в таких чёрных красках, что можно подумать, будто Квинкций, по крайней мере, идёт в изгнание с конфискацией имущества; а он всего только мог лишиться земельного участка в Галлии». Речи же против Верреса тщательно оформлены и знаменуют огромный шаг вперёд Цицерона-оратора. В 60-е годы до н. э. Цицерон продолжал развиваться как оратор, осваивая новые приёмы ораторского мастерства. Так, в речи за Мурену он даже не пытался отрицать, что его подзащитный подкупал избирателей на выборах. Вместо этого оратор, обильно шутя, предложил слушателям взглянуть на происходившие события как на проявление искренней любви Мурены к согражданам. К тому же 63 году до н. э. относится и пламенная первая речь против Катилины — одно из самых известных выступлений за всю карьеру Цицерона. Следующие три «катилинарии», однако, во многом повторяет первую. Ораторская карьера Цицерона в 50-е годы до н. э. оценивается по-разному. М. Е. Грабарь-Пассек считает, что постоянное самолюбование не пошло ему на пользу, особенно в уголовных речах, где это совершенно не к месту. За симптом спада она принимает и смещение от лёгкого юмора в сторону злого сарказма. Напротив, М. фон Альбрехт объявляет видимые недостатки речей Цицерона в этот период намеренными, а выступления конца 50-х годов признаёт самыми сильными речами в его карьере. В начале 40-х годов до н. э. речи Цицерона сильно меняются, что связывается с тем, что основные судебные решения отныне принимались по воле Цезаря, а не самих судей. Поскольку у судебных речей отныне был всего один реальный адресат, оратору приходилось подстраиваться под его вкусы. Так, стиль речей этого периода претерпел значительные изменения в сторону упрощения («аттического стиля»), который предпочитал диктатор. Иногда пересмотр традиционных ораторских установок Цицерона объясняется именно попыткой заискивания перед ним путём приближения своих речей к риторическому идеалу Цезаря. Цицерон регулярно обращается к известной милости Цезаря уже не для себя, но и для своих подзащитных. Лигария он просил не считать помпеянцем — будто бы он оказался в армии Помпея случайно. Схожую стратегию он избрал и при защите Дейотара, пытаясь доказать, что правитель Галатии примкнул к Помпею по ошибке. После убийства Цезаря оратор вновь обретает свободу самовыражения, что проявилось в очень жёстких и тщательных «филиппиках» против Марка Антония.
В своих ранних речах малоизвестный Цицерон часто подчёркивал, что он «новый человек», добившийся всего сам, а в поздних выступлениях регулярно вспоминал о своём консульстве. На раннем этапе ораторской карьеры Цицерон иногда злоупотреблял исоколоном (см. врезку в начале раздела), но в дальнейшем стал прибегать к нему реже. Со временем становится частым использование вопросительных предложений и парентез. Цицерон начинает чаще делать предположения и сразу же подтверждать их, что создаёт иронический эффект. Изменяется и использование различных грамматических оборотов: например, возрастает частота применения герундива и сокращается использование герундия. К концу жизни Цицерон начинает чаще, чем раньше, применять различные обороты с наречиями, хотя в трактатах он, напротив, начинает реже обращаться к одному из них — абсолютному аблативу. Требования соблюдения ритмичности речи в ораторских выступлениях вынуждали оратора прибегать к выбору синонимичных слов и конструкций с требуемым порядков кратких и долгих слогов. Этот подход отражён во всех речах Цицерона, хотя предпочтения оратора постепенно эволюционировали со временем. Меняются и предпочтения в выборе лексики, в результате чего в поздних речах наблюдается иная частота ряда слов, нежели в ранних. Кроме того, в «филиппиках» он зачастую подчёркнуто краток. М. фон Альбрехт характеризует основные изменения в ораторской манере Цицерона как нарастающее стремление к чистоте языка (пуризм), менее частое использование пышных риторических средств, «сила и прозрачность вместо изобилия».

## Семья
Цицерон был женат дважды. Его первой женой (не позже 76 года до н. э.) стала Теренция, принадлежавшая к довольно знатному роду и родившая двух детей — Туллию, умершую при жизни родителей (в 45 году до н. э.), и Марка, консула 30 года до н. э. Этот брак закончился разводом в 46 году до н. э. После этого 60-летний Цицерон женился во второй раз — на юной Публилии. Та так любила его, что ревновала к собственной падчерице и открыто обрадовалась смерти Туллии. Результатом стал новый развод.
Согласно Плутарху, одна из сестёр Клодия мечтала стать женой Цицерона уже после его консульства, чем вызвала ненависть Теренции.

## Цицерон в культуре и искусстве

### Память о Цицероне в античную эпоху
Слыхал я, что как-то раз, много времени спустя, Цезарь пришёл к одному из своих внуков, а в это время в руках у мальчика было какое-то сочинение Цицерона, и он в испуге спрятал свиток под тогой. Цезарь заметил это, взял у него книгу и, стоя, прочитал большу́ю её часть, а потом вернул свиток внуку и промолвил: «Учёный был человек, что правда, то правда, и любил отечество».
Для современников и ближайших потомков Цицерон был наиболее известен как мастер слова. Младший современник Гай Саллюстий Крисп, вражда которого с Цицероном в античную эпоху стала темой для школьных сочинений, поддержал подавление заговора Катилины в одноимённом сочинении. Сторонник Марка Антония Гай Азиний Поллион отзывался о Цицероне с неприкрытой враждебностью. В фундаментальной «Истории от основания города» Тита Ливия видят реализацию идей Цицерона об идеальном историческом сочинении. Известно письмо Ливия, в котором он рекомендует своему сыну читать Демосфена и Цицерона. Помнили и о его политических заслугах. Благодаря его вражде с Марком Антонием император Октавиан Август (согласившийся с казнью Марка Туллия в 43 году до н. э.) допустил сына Цицерона к консульству и членству в коллегии авгуров, в которой состоял и его отец. Титул Цицерона «отец отечества» (pater patriae) начал использоваться и императорами. Поэты эпохи Августа, впрочем, не упоминают его имени. Император Клавдий защищал Цицерона от нападок со стороны Азиния Галла, сына Азиния Поллиона. Плиний Старший тепло отзывался о Цицероне, а его племянник Плиний Младший стал последователем Цицерона в области стиля. «Диалог об ораторах» Тацита имеет много общего с риторическими трактатами Цицерона. Среди ораторов были как сторонники (в числе прочих — Сенека Старший), так и противники его стиля, но начиная с Квинтилиана закрепилось мнение о том, что именно сочинения Цицерона являются непревзойдённым образцом ораторского мастерства. Основными оппонентами Марка Туллия выступали сторонники аттической школы красноречия и архаисты, хотя один из лидеров последних Марк Корнелий Фронтон очень высоко отзывался о Цицероне. Начиная со II века н. э. интерес к Цицерону как человеку начинает понемногу угасать. Биограф Плутарх и историки Аппиан и Дион Кассий сдержанно относятся к нему. Впрочем, Цицерон продолжал оставаться важным «школьным автором», а изучение риторики не мыслилось без знакомства с его сочинениями. Тем не менее, заложенные им в диалоге «Об ораторе» педагогические идеи о необходимости всестороннего развития человека оказались невостребованными.
Параллельно увеличивался интерес к Цицерону-философу. Среди поклонников философии Цицерона было много христианских мыслителей, некоторые из которых находились под очень сильным его влиянием. Многие из них получили образование в языческих школах, в которых изучение работ Цицерона было очень важным элементом обучения. Особенно популярными у апологетов античного христианства были доводы в поддержку существования богов из второй книги трактата «О природе богов» (эти мысли, по-видимому, принадлежали не Цицерону, а философам-стоикам). Одним из наиболее высоко ценимых фрагментов были рассуждения в поддержку разумности устройства мира, вложенные в уста Луцилия Бальба. Напротив, почти незамеченной осталась третья книга этого же трактата, в которой Цицерон выдвигал контраргументы против высказанных ранее тезисов. Г. Г. Майоров даже допускает, что эта часть сочинения Цицерона могла переписываться с намеренными лакунами на месте контраргументов Цицерона, что и привело к неполной сохранности этой книги. Под сильным влиянием трактата «О природе богов» был написан, в частности, диалог «Октавий» Марка Минуция Феликса: Цецилий в диалоге Минуция Феликса фактически повторяет аргументы Котты в упомянутом трактате Цицерона. Прозванный «христианским Цицероном» Лактанций развивал идеи «О государстве» Марка Туллия с христианской точки зрения и заимствовал значительную часть трактата «О природе богов». По словам С. Л. Утченко, степень заимствований была настолько значительной, что позднейшие авторы иногда путали один из трактатов Лактанция с пересказом сочинения Цицерона. Сильное влияние Цицерона на Лактанция обнаруживается и в стиле сочинений. Амвросий Медиоланский дополнил и поправил Цицерона христианскими тезисами, но в целом близко следовал за его трактатом «Об обязанностях». По словам Ф. Ф. Зелинского, «Амвросий охристианил Цицерона». Значительное сходство обнаруживается между одной из его проповедей и письмом Цицерона к брату Квинту. Иероним Стридонский очень высоко ценил Цицерона, и в его сочинениях обнаруживается множество цитат из его сочинений. Августин Аврелий вспоминал, что именно чтение диалога «Гортензий» сделало из него настоящего христианина. По его словам, сочинениями Цицерона «философия на латинском языке была начата и закончена». Впрочем, среди ранних христианских теологов находились и противники активного использования античной философии, призывавшие к полному очищению от языческого культурного наследия (эту фундаменталистскую точку зрения выражал, например, Тертуллиан), но они оказались в меньшинстве. Позднеантичный философ Боэций оставил комментарий к «Топике», а в трактате «Утешение философией» обнаруживаются параллели с диалогом «О дивинации». Продолжали ценить Цицерона и языческие авторы. Макробий, например, написал комментарий к «сну Сципиона» из трактата «О государстве».

### Память о Цицероне в Средние века и Новое время

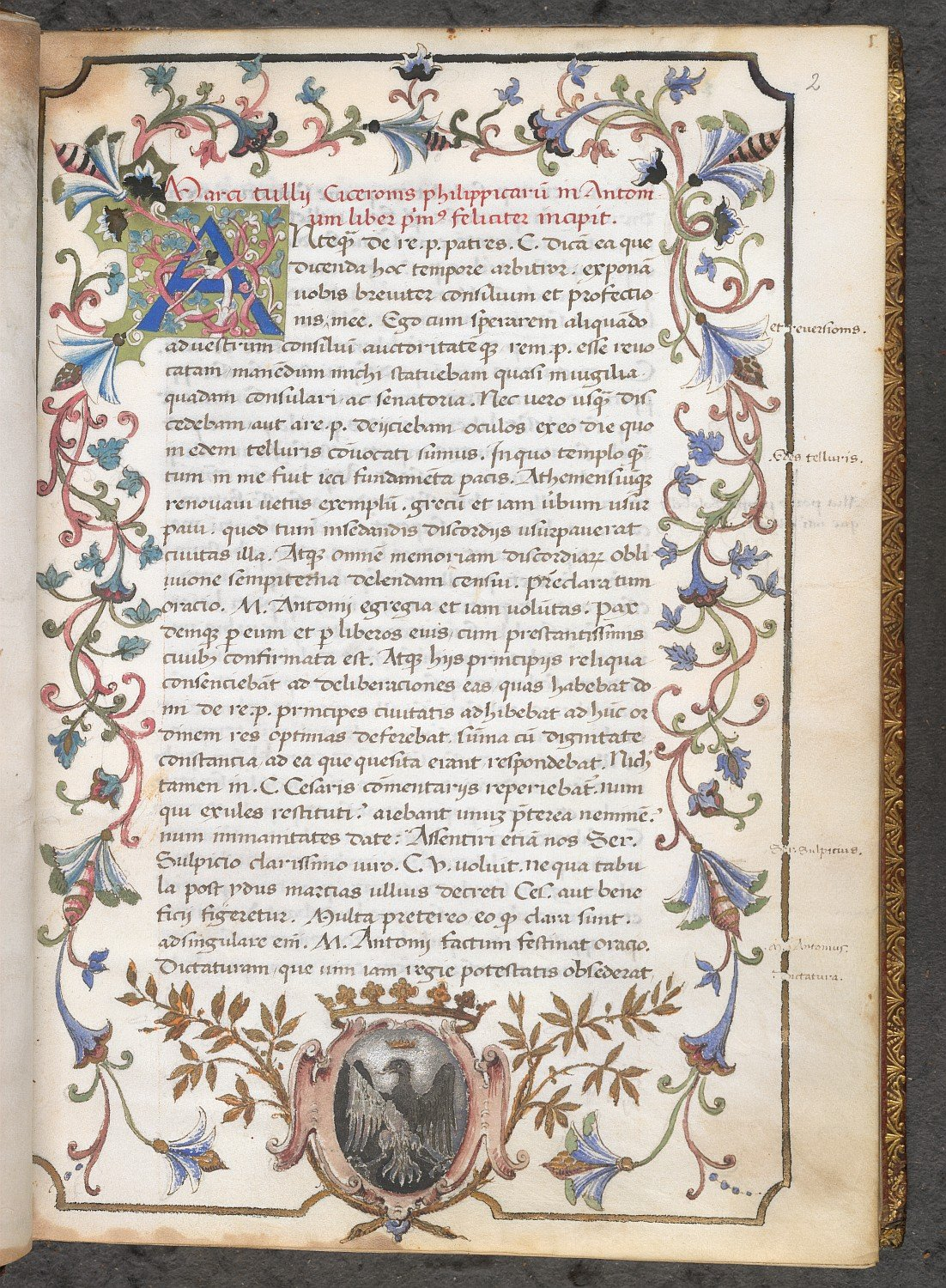
Страница из рукописи с «филиппиками» Цицерона, первая половина XV века. Британская библиотека

Благодаря позитивному отношению к Цицерону со стороны ряда влиятельных христианских богословов его сочинения, несмотря на значительный объём, часто переписывались средневековыми монахами, что содействовало хорошей сохранности текстов этого автора. Впрочем, влияние его книг вызывало и ответную реакцию церковных иерархов, недовольных популярностью автора-язычника. Например, на рубеже VI—VII веков римский папа Григорий I призывал уничтожить сочинения Цицерона: они якобы отвлекали молодёжь от чтения Библии.
В начале Средних веков интерес к Цицерону постепенно снижается — к IX веку некоторые авторы уже считают Туллия и Цицерона двумя разными людьми. Исидор Севильский сетовал, что его сочинения слишком объёмные, и из трудов Цицерона в этот период чаще других привлекались риторические трактаты, используемые при обучении риторике. Основными пособиями по ораторскому мастерству служили трактат «О нахождении риторики», к которому сам Марк Туллий относился критически, и приписываемая Цицерону «Риторика к Гереннию». Первый трактат встречался в средневековых библиотеках в 12 раз чаще, чем «Об ораторе» (148 упоминаний в средневековых каталогах против 12). Рукописи «О нахождении риторики» делятся на две группы, в зависимости от наличия или отсутствия в них нескольких значительных лакун — mutili («сломанные, изувеченные») и integri («целые»), хотя имеются и другие различия между ними. Древнейшие сохранившиеся рукописи группы mutili древнее (IX—X века), чем самые старые известные манускрипты integri (X век и позднее). Очень часто этот трактат переписывали вместе с «Риторикой к Гереннию». В раннем средневековье ряд сочинений Цицерона был забыт, а современники чаще предпочитали читать других античных авторов, хотя и у отдельных сочинений Цицерона сохранились читатели. Из философских трактатов наибольшей популярностью пользовались «О старости», «О дружбе», «Тускуланские беседы» и фрагмент последней книги трактата «О государстве» — «сон Сципиона». В связи с падением грамотности и ростом интереса к кратким выдержкам Беда Достопочтенный собрал важнейшие отрывки из сочинений Цицерона воедино. В биографии Карла Великого Эйнхард цитировал «Тускуланские беседы», а некоторые фрагменты этого сочинения указывают на его знакомство с речами Цицерона. Серват Луп, аббат монастыря Ферьер, собирал сочинения Цицерона и с сожалением замечал, что его современники владеют латинским языком гораздо хуже великого римлянина. Гадоард составил большую коллекцию выписок из сочинений «Туллия и Цицерона» и других авторов. При этом источником выписок служила большая библиотека, в которой хранилось не только большинство сохранившихся трактатов римского автора, но и утерянный впоследствии трактат «Гортензий». Хорошее знакомство с сочинениями Цицерона демонстрирует Герберт Орильякский, позднее ставший римским папой под именем Сильвестра II. Предполагается, что речи Цицерона в средневековых манускриптах могли быть обязаны своей сохранностью именно ему. К XI—XII векам сочинения Марка Туллия вновь становятся популярными: если судить по библиотечным описям и спискам чтения, то Цицерон оказался в числе самых читаемых древних авторов. Цицерон был любимым латинским автором у Иоанна Солсберийского и одним из двух любимых (наряду с Сенекой) — у Роджера Бэкона. Данте Алигьери хорошо знал и неоднократно цитировал сочинения Цицерона. В отдельных эпизодах «Божественной комедии» обнаруживается влияние его творчества, а самого Цицерона Данте поместил в лимб, среди добродетельных язычников. В философских сочинениях Данте, написанных в том числе на итальянском языке, он невольно приблизился к Цицерону, который заложил традицию создания философских произведений на народном языке. Чуть ранее Элред Ривоский ответил на трактат Цицерона «О дружбе» собственным сочинением «О духовной дружбе».
Среди поклонников Цицерона был Петрарка, для которого особую ценность играли уже не сочинения этого римского автора, но сама личность Цицерона. Открытие Петраркой глубоко личной переписки Цицерона с Аттиком в 1345 году знаменовало возрождение целого эпистолярного жанра. По словам Ф. Ф. Зелинского, «[д]о того времени люди знали только безличное письмо — письмо-трактат Сенеки, письмо-анекдот Плиния, письмо-проповедь Иеронима; индивидуальное письмо как литературное произведение считалось немыслимым». Впоследствии Петрарка, как и его кумир, опубликовал свою личную переписку. Впрочем, внимательное изучение найденной переписки Марка Туллия озадачило Петрарку, поскольку Цицерон оказался далеко не тем идеальным человеком, как представлялось ранее. Помимо писем к Аттику, Петрарка обнаружил письма Цицерона к Квинту и речь в защиту Архия. Поджо Браччолини и Колюччо Салютати обнаружили несколько других сочинений Цицерона, считавшихся утерянными (впрочем, некоторые из них числились в инвентарях средневековых библиотек и были неизвестны широкой публике). В 1421 году в библиотеке Лоди в давно не открывавшемся сундуке была обнаружена рукопись с тремя риторическими сочинениями «Об ораторе», «Оратор» и «Брут» в очень хорошей сохранности; до этого момента эти сочинения были известны только с сильными искажениями. К 1428 году, когда с рукописи Laudensis (по латинскому названию города) успели сделать несколько копий, она таинственно исчезла. Трудности чтения, с которыми столкнулись переписчики этой рукописи, трактуются в пользу очень древнего времени её создания — вероятно, до изобретения каролингского минускула. Близкое знакомство множества гуманистов (Бокаччо, Леонардо Бруни, Никколо Никколи, Колюччо Салютати, Амброджо Траверсари, Пьетро Паоло Верджерио, Поджо Браччолини) со всеми сочинениями Цицерона содействовало развитию гуманистического характера эпохи Возрождения. Ф. Ф. Зелинский даже называет Марка Туллия «вдохновителем Возрождения». Философские сочинения Цицерона стали идеалом для гуманистов благодаря широкому кругозору автора, отказу от догматизма, его понятному изложению и тщательной литературной отделке. Популярности Цицерона способствовало повсеместное изучение его сочинений в учебных заведениях. В менее сильных школах программа обучения иногда ограничивалась только Вергилием из всей поэзии, а Цицероном — из прозы. Их включение в учебные программы было обусловлено отсутствием серьёзных противоречий с христианством; по схожим соображениям в школах не изучали материалистическую поэму Лукреция Кара и «непристойное» сочинение Петрония Арбитра. В результате колонизации Америки с Цицероном познакомились и американские индейцы: его, как классического автора, изучали в коллегиуме Санта-Крус де Тлателолько в Мехико в 1530-е годы.
Письмам и философским трактатам Цицерона подражали многие авторы эпохи Возрождения. Этот процесс оказал большое влияние на формирование стиля новолатинской прозы, которая впоследствии содействовала развитию национальных литератур Европы. При этом работам Цицерона подражали далеко за пределами бывшей Римской империи — в частности, в королевствах Богемии, Венгрии и Польши и в Великом княжестве Литовском. Большую роль в процессе адаптации стиля Цицерона к нуждам современности сыграл Гаспарен де Бергамо. Кроме того, труды римского автора очень рано начали переводить на разговорные европейские языки (прежде всего, на итальянский и французский). Католическая церковь первоначально противилась изучению в школах варианта латыни, основанного на трудах автора-язычника, но под сильным влиянием кардинала Пьетро Бембо именно Рим стал центром распространения стиля Цицерона. Почитатель Цицерона Эразм Роттердамский в памфлете «Цицеронианец» раскритиковал особенно ретивых подражателей стилю римского автора. По его мнению, современные попытки имитации Цицерона выглядят по меньшей мере нелепо. Сочинение Эразма вызвало массу откликов со всей Европы (высказались, в частности, Гийом Бюде и Юлий Цезарь Скалигер).
Интерес к Цицерону сохранялся не только среди гуманистов. Из идеологов Реформации Цицерона высоко ценили Мартин Лютер и Ульрих Цвингли, хотя уже начиная с Кальвина протестантские мыслители стали отрицать его заслуги. В Речи Посполитой предпринимались попытки осмыслить понятия государства, свободы и гражданства преимущественно через античную политическую мысль — в основном, через сочинения Цицерона. Николай Коперник вспоминал, что одной из важнейших причин, заставивших его пересмотреть доминировавшую геоцентрическую модель Вселенной, было упоминание о противоположной точке зрения у Цицерона. Хотя многие мысли, высказанные в сочинениях Цицерона, впервые были предложены его предшественниками, именно Марку Туллию принадлежит заслуга в их сохранении для потомков. Хорошее знакомство с философией Цицерона обнаруживают у ряда мыслителей XVII—XVIII веков — Джона Локка, Джона Толанда, Дэвида Юма, Энтони Шефтсбери, Вольтера, Дени Дидро, Габриэля Мабли и других. При этом наибольшее влияние оказала философия морали, развитая Цицероном. В эпоху Просвещения особенно высоко ценилась попытка Марка Туллия создать популярную практическую философию. Впрочем, развитие принципиально новых философских систем Декарта, Спинозы, Лейбница и других задало новую моду в стиле философствования, и Цицерон, допускавший мирное сосуществование различных взглядов, плохо вписывался в новый идеал философа. В результате, мнения о Цицероне разделились: традиционно критически настроенный к авторитетам Вольтер им восторгался, использовал его идеи в своих сочинениях и даже написал пьесу в защиту Цицерона после успеха «Катилины» Кребийона, но Жан-Жак Руссо относился к Марку Туллию весьма сдержанно. Интерес к Цицерону не ограничивался его философией. Преклонение перед классической античностью проявилось и в том, что именно Цицерон стал образцом политического красноречия для ряда деятелей Великой французской революции — особенно Мирабо и Робеспьера. Ценителем Цицерона был прусский король Фридрих II: в военных походах он всегда брал с собой трактаты «Тускуланские беседы», «О природе богов» и «О пределах добра и зла». В 1779 году по его приказу начались работы по переводу всех сочинений Цицерона на немецкий язык.
В XIX веке исследователи, которые начали близко знакомиться с первоисточниками античной философии, отныне сумели обходиться без популярного изложения Цицерона. Кант, впрочем, приводил Цицерона как пример популярного и доступного обзора философии. Одобрение Цицерона Бартольдом Нибуром сменилось острой критикой его деятельности Вильгельмом Друманном и Теодором Моммзеном. Влияние двух последних авторов предопределило предвзятое отношение к Цицерону в конце XIX — начале XX веков. Сторонники Цицерона (в частности, Гастон Буассье) оказались в меньшинстве. Фридрих Энгельс в письме к Карлу Марксу писал: «Более низкой канальи, чем этот молодец, не найти в среде простофиль с самого сотворения мира».

### Образ Цицерона в художественных произведениях
- Ф. И. Тютчев посвятил Цицерону одноимённое стихотворение. В нём автор пытается утешить литературного героя, сожалеющего о закате Рима, тем, что он может считать себя возвышенным богами, так как стал свидетелем такого великого и трагического исторического момента[234].
- Стефан Цвейг посвятил Цицерону одноимённую историческую новеллу, входящую в цикл «Звёздные часы человечества[англ.]» («Sternstunden der Menschheit», 1927).
- Цицерон стал центральным персонажем романа Роберта Харриса «Империй» («Imperium», 2006) и его продолжения («Lustrum», 2009), в которых документально подтверждённые факты биографии оратора сочетаются с художественным вымыслом.[235]
- Цицерон фигурирует в серии книг К. Маккалоу «Владыки Рима»: «Битва за Рим», «Фавориты Фортуны», «Женщины Цезаря», «Цезарь, или По воле судьбы» и «Падение титана, или Октябрьский конь»[236][237][238][239].
- Цицерон является одним из ключевых персонажей сериала «Рим». Здесь его сыграл Дэвид Бамбер[англ.].
- В кинофильме «Юлий Цезарь[англ.]» (Великобритания, 1970) роль Цицерона исполнил Андре Морелл.
- Цицерон — один из персонажей драмы Андре Бринка «Цезарь», посвящённой заговору и убийству Цезаря[240].

### Образ Цицерона в историографии
По мнению исследователя Цицерона Г. Бенарио, масштабное и разнообразное творчество римского автора, насыщенная политическая карьера в эпицентре политических событий Римской республики, а также обилие диаметрально противоположных оценок его деятельности вынуждают историков заниматься лишь отдельными аспектами его биографии. По его словам, «Цицерон ставит исследователя в тупик» (англ. Cicero confounds the scholar).
Критическое отношение Т. Моммзена к Цицерону (см. выше) предопределило невысокие оценки историками его деятельности и сравнительно небольшой интерес к его личности в конце XIX — начале XX веков. Особенно сильно и долго подобные взгляды проявлялись в немецкой историографии. В начале XX века итальянский историк Г. Ферреро видел в Цицероне человека уровня Цезаря. Э. Мейер развил популярную впоследствии мысль, будто Цицерон теоретически обосновал «принципат Помпея», который автор считал непосредственной предтечей принципата Августа и, соответственно, всей Римской империи. В Российской империи Цицероном занимались С. И. Вехов, проанализировавший трактат «О государстве», Р. Ю. Виппер, охарактеризовавший его как недостаточно последовательного политика без твёрдых убеждений и личной смелости, и особенно Ф. Ф. Зелинский. Помимо перевода ряда сочинений римского автора на русский язык и статьи о нём в энциклопедии Брокгауза, Зелинский опубликовал на немецком языке очень ценную работу «Цицерон в ходе столетий» (нем. Cicero im Wandel der Jahrhunderte), рассматривавшую место Цицерона в мировой культуре.
В 1925—29 годах был издан двухтомный труд Э. Чачери «Цицерон и его время» (итал. Cicerone e i suoi tempi), дополненный и переизданный в 1939—41 годах. Итальянский историк не отрицал существования у Цицерона собственных убеждений, но указывал, что он чересчур легко поддавался обстоятельствам. Кроме того, он признавал влияние трактата «О государстве» на Октавиана Августа. Критически отзывался о Цицероне Рональд Сайм. В 1939 году в энциклопедии «Паули-Виссова» была опубликована большая статья о Цицероне. Эта работа, ставшая плодом сотрудничества четырёх авторов, имела объём около 210 тысяч слов.
После Второй мировой войны наметилась тенденция к ревизии негативного образа Цицерона при одновременном падении увлечения Цезарем, его главным оппонентом. В 1946 году датский исследователь Г. Фриш опубликовал исследование «филиппик» Цицерона на широком историческом фоне. Рецензент этой работы Е. М. Штаерман настаивает, что автор впал в противоположную крайность, сверх всякой меры обеляя Цицерона, и полагает, что автор восхваляет не только Марка Туллия, но и сенатскую республику, хотя «этот „республиканизм“ по сути дела весьма реакционен». В 1947 году вышли работы Ф. Уилкина «Вечный законник» (англ. The Eternal Lawyer) о Цицероне и Ж. Каркопино «Тайна переписки Цицерона» (фр. Les secrets de la correspondance de Cicéron). Ф. Уилкин, судья по профессии, представил Цицерона как защитника всех обиженных и борца за справедливость, неоднократно проводя параллели с современностью. Двухтомная работа французского исследователя посвящена не столько анализу писем, сколько тёмному вопросу об обстоятельствах публикации этого очень откровенного литературного памятника, который бросает тень на Цицерона. По мнению Каркопино, личная переписка была опубликована Октавианом, чтобы дискредитировать популярного республиканца среди современников и потомков (см. выше). Рецензент этой работы Е. М. Штаерман пришла к выводу, что Каркопино вольно обращался с источниками для доказательства своих мыслей.
В 1957 году во всём мире отмечалось 2000-летие со дня смерти Цицерона. В память об этом юбилее было проведено несколько научных конференций и издан ряд работ. В частности, два посвящённых Цицерону сборника статей на русском языке были изданы в 1958 и 1959 годах. Рецензировавший их А. Ч. Козаржевский отметил акцент обеих работ на популяризации наследия Цицерона. Он в целом высоко оценил сборник, изданный в МГУ, не соглашаясь лишь с отдельными положениями авторов — например, с использованием термина «справедливая война» в классическом римском (bellum iustum), а не в марксистском смысле, с характеристикой Цицерона как патриота (рецензент считает, что взгляды Цицерона — это не патриотизм, а национализм) и с тезисом о последовательности Цицерона в литературных пристрастиях: по замечанию рецензента, это утверждение противоречит оценке Ф. Энгельса (см. выше). Сборник, изданный Институтом мировой литературы АН СССР, рецензента удовлетворил не полностью. В целом высоко оценив статьи М. Е. Грабарь-Пассек о начале политической карьеры Цицерона и Е. А. Берковой о критике Цицероном суеверий, он отрицательно отзывается о недостаточно подробном очерке Ф. А. Петровского о взглядах Цицерона на литературу и о статьях Т. И. Кузнецовой и И. П. Стрельниковой, которые посвящены анализу речей против Верреса и против Катилины соответственно. Рецензент полагает, что стилистические особенности речей против Верреса освещены недостаточно подробно, а анализ речей против Катилины весьма хаотичен по структуре. Он также ставит последним авторам в вину цитирование субъективных и неточных (по мнению рецензента) переводов Ф. Ф. Зелинского и сожалеет о недостаточно полном использовании исследовательской литературы. В 1959 году вышел и первый том «Истории римской литературы», в котором был помещён подробный раздел о Цицероне, написанный М. Е. Грабарь-Пассек. Эта работа получила очень высокую оценку.
В 1969 году М. Гельцер издал монографию «Цицерон: биографический опыт» (нем. Cicero: Ein biographischer Versuch). В её основе лежала статья в энциклопедии «Паули-Виссова», автором биографической части которой был Гельцер. Книга была заметно доработана и дополнена с учётом новых исследований (новый материал составил около четверти всей работы). В то же время, рецензент Э. Грюн отметил, что вместе с достоинствами исходного текста книга Гельцера унаследовала и его недостатки, что не позволило составить цельный портрет Цицерона. Он также указал на неожиданные в столь детализированной работе лакуны при освещении некоторых фактов биографии Марка Туллия, а также на недостаточный анализ автором причин ряда событий. Рецензент также не согласился с рядом положений, высказанных автором (их перечисление занимает полстраницы). А. Дуглас присоединяется к оценке Э. Грюна и сожалеет, что автор не сумел раскрыть, как воспринимались речи Цицерона в его время. Дж. Сивер высоко оценивает работу Гельцера, особо выделяя его умение работать с источниками и разбираться в запутанных родственных связях, и замечает, что автор сумел преодолеть безапелляционные трактовки Т. Моммзена. Это проявилось как в весьма положительной общей оценке Цицерона Гельцером, так и в отказе автора от искусственных модернизаций римской политической жизни.
В 1971 году была опубликована работа Д. Стоктона «Цицерон: политическая биография» (англ. Cicero: A Political Biography). По мнению рецензента Э. Линтотта, начало карьеры Цицерона и исторический фон его деятельности изложены чересчур кратко, а ощутимым недостатком работы можно считать отсутствие в биографии профессионального адвоката описания судопроизводства в поздней Римской республике. Рецензент спорит с автором по нескольким проблемам — из-за излишне схематичного, на его взгляд, сравнения римской правовой системы с британской, и из-за модернизации форм политической организации в Римской республике: автор сравнивает оптиматов и популяров с современными политическими партиями, с чем решительно не соглашается Э. Линтотт. По его мнению, Д. Стоктон в целом удачно рассматривает деятельность Цицерона в 60-е годы до н. э. и в последние два года жизни, но освещение событий 50-х и начала 40-х годов до н. э. недостаточно подробно. Рецензент Ф. Траутман отметил хороший и яркий стиль автора, а также обильную и удобную библиографию. По его мнению, Стоктон присоединяется к новому поколению исследователей, которые отходят от негативных оценок Цицерона, признавая его несомненные заслуги (патриотизм, энергичность, ораторские способности), но отмечая также отсутствие сильного характера, необходимого для политика в критические моменты.
Одновременно в серии «Классическая жизнь и письма» (англ. Classical Life and Letters) вышла полудокументальная биография Цицерона авторства Д. Шеклтона-Бэйли. Автор, известный как переводчик писем Цицерона на английский язык, показал жизнь Цицерона на материале цитат из его переписки с авторскими комментариями. Речам и трактатам, напротив, уделено немного внимания. Стараясь передать колорит писем, вставки на древнегреческом языке автор перевёл на французский язык. Поскольку сохранившаяся переписка была создана почти исключительно после середины 60-х годов до н. э., детство и молодость Цицерона описаны очень кратко. Подбор писем в работе весьма субъективен, и рецензент Э. Роусон заметила, что знатоки этого периода римской истории в некоторых случаях могут предложить достойную альтернативу. Авторский комментарий был охарактеризован рецензентом как ценный и зачастую нетривиальный. Другой рецензент, Д. Стоктон, предположил, что книга, несмотря на название, не является биографией Цицерона в привычном смысле. По его наблюдению, автор не скрывает отрицательного отношения к неестественным и неоткровенным речам Марка Туллия. Серьёзным недостатком он считает отсутствие полноценного справочного аппарата. Рецензент Г. Файфер замечает, что биография Стоктона освещает Цицерона в невыгодном для него свете, что во многом связано с отсутствием сохранившихся писем до середины 60-х годов до н. э.
В 1972 году была опубликована монография С. Л. Утченко «Цицерон и его время» (впоследствии переиздавалась). В ней на широком историческом фоне была рассмотрена деятельность Цицерона. Из-за акцента на политической деятельности Марка Туллия книга, по сути, представляет собой именно политическую биографию. Литературная и ораторская деятельность были рассмотрены кратко. Отдельная глава монографии была посвящена рассмотрению образа Цицерона в мировой культуре и историографии. Эта книга С. Л. Утченко пользовалась большой популярностью у читателей.
В 1990 году была опубликована книга Х. Хабихта «Цицерон-политик» (англ. Cicero the Politician; одновременно она была опубликована и на немецком языке), созданная автором на основе прочитанных лекций в 1987 году в университетах США и ФРГ. Автор указывает на необычный характер карьеры Цицерона, подчёркивая, что другому «новому человеку» Марию не удалось стать консулом suo anno, то есть в минимально допустимом возрасте, но этого сумел добиться Цицерон. Автор считает, что завышенное самомнение Марка Туллия вполне естественно в агрессивной и конкурентной среде знатных нобилей, в результате чего и Цицерону приходилось подчиняться требованиям общества и демонстрировать те же качества, что и аристократы. Немецкий исследователь полагает, что если бы сохранились личные письма и речи современников Цицерона (например, Помпея и Цезаря), они бы обнаружили схожие черты характера авторов. Хабихт ставит Цицерона выше Цезаря, поскольку действия последнего были направлены преимущественно на разрушение, а Марка Туллия — на созидание. Рецензент Дж. Мэй полагает, что книга Хабихта убедительно доказывает несостоятельность критических взглядов на Цицерона, всё ещё распространённых из-за влияния Т. Моммзена. Рецензент Л. де Блуа замечает, что сильная зависимость автора от писем Цицерона чревата возможным влиянием взглядов самого Марка Туллия на исследователя. Он также указывает на недостаточное количество разъяснений о значении некоторых базовых терминов и на схематичный, упрощённый и отчасти устаревший взгляд на римскую политику. По мнению рецензента, автор иногда делает чересчур самоуверенные заявления, которые наверняка нуждаются в дополнительном обосновании. Рецензент Р. Каллет-Маркс полагает, что автор недооценил финансовые выгоды Цицерона от судебных выступлений, и сожалеет, что он недостаточно подробно раскрыл содержание ряда лозунгов, которые выдвигал Цицерон в качестве базовых политических принципов.
В 1991 году в серии «Жизнь замечательных людей» был издан перевод биографии Цицерона авторства французского исследователя П. Грималя на русский язык. Переводчик Г. С. Кнабе во вступительной статье отметил глубокое знание автором источников, что видно специалисту даже с учётом того, что научно-популярный формат не предполагает ссылок на источники, а также мастерское рассмотрение личности Цицерона как продукта древнеримской культуры. К недостаткам книги Г. С. Кнабе отнёс недостаточно ясное описание исторического фона в 500-страничной книге (отчасти эта проблема нивелирована вступительной статьёй переводчика — известного историка), неидеальную структуру с частыми отсылками к ранее изложенным мыслям и недостаточная глубина анализа при рассказе о философских сочинениях Цицерона.
В 2002 году вышел сборник статей (англ. Brill's Companion to Cicero: Oratory and Rhetoric), структура которого (17 статей, написанных разными авторами) была ориентирована на всестороннее раскрытие ораторской деятельности Цицерона. Дж. Цетцель признал высокий научный уровень абсолютного большинства статей, но выразил сожаление, что рассмотрению трёх формальных выступлений перед Цезарем уделено пятьдесят страниц текста, в то время как важная речь за Архия не удостоилась специального рассмотрения. Именно неравномерность освещения ораторского наследия Цицерона рецензент счёл главным недостатком сборника. Д. Берри сожалеет о мелких недочётах редакторской работы, но в целом высоко оценивает сборник.
В 2008 году была издана работа Э. Линтотта «Цицерон как источник: помощник историка» (англ. Cicero as Evidence: A Historian's Companion). Рецензент У. Дж. Татум высоко оценил работу и заметил, что автор последовательно защищает состоятельность сочинений Цицерона как исторического источника, исходя из его правдивости во всех случаях. По мнению рецензента Р. Сиджера, книга помогает разрешить ряд проблем, встающих перед исследователями, которые используют свидетельства Цицерона. Рецензент замечает, что автор весьма кратко рассмотрел события заговора Катилины. Замечает он и неожиданное обилие опечаток, приводя в пример превращение Росция из Америй (Roscius of Ameria) в Росция из Америки (Roscius of America).

## Список сочинений
Примечание. Знаком (r) отмечены труды, переведённые на русский язык; знаком (rf) — фрагментарные русские переводы

### Риторические трактаты
Примечание. В скобках указана дата создания 
- De inventione rhetorica (О нахождении риторики; между 85 и 80) (r)
- De oratore (Об ораторе; 55) (r)
- De partitione oratoria (Построение речи; 54)
- De optimo genere oratorum (О наилучшем роде ораторов; 50 или 46) (r)
- Brutus (Брут; 46) (r)
- Orator (Оратор; 46) (r)
- Topica (Топика; 44) (r)

### Частично сохранившиеся и утраченные
- «Тимей» Платона (первый латинский перевод, сохранился фрагментарно)
- De consiliis suis («О моих <политических> замыслах», не сохранился)
- Carmina Aratea (поэтические переводы Арата из Сол; фрагменты)
  - Phaenomenon (из «Явлений»)
  - Prognosticorum (из «Признаков погоды»)
- De consulatu suo («О моём консулате», фрагменты)
- Pro muliere Arretina (Речь в защиту женщины из Арретия; 80; утрачена)
- Pro Titinia (Речь в защиту Тицинии; 79; утрачена)
- Pro G. Cornelio (2 речи в защиту Гая Корнелия; 65; фрагменты)
- Hortensius (45)

Сохранились фрагменты поэтических сочинений, речей, переводов греческих литературных и
философских сочинений, наброски собственных книг.

### Приписываемые
- Rhetorica ad Herennium (Риторика для Геренния, 80-е гг. до н. э.; древнейший латинский учебник риторики; признан анонимным, но традиционно печатается в корпусе сочинений Цицерона)
- In Sallustium (Речь против Саллюстия Криспа)

## Тексты и переводы
- Латинские тексты всех сочинений

Русские переводы (указаны только последние переводы текстов):
- Цицерон. Полное собрание речей в русском переводе. В 2 т. / Под ред. Ф. Ф. Зелинского. — Т. 1. [Речи 1—24]. 81—63 гг. до Р. Х. — СПб., 1901. (том 2 не был опубликован. 10 речей из издания 1901 года.
- Марк Туллий Цицерон. Дословный и литературный перевод М. М. Гринфельда. Одесса: Книгоиздательство М. С. Козмана, 1913: Речи Цицерона против Катилины. 1-я — 4-я. — 321 с.; О назначении Гнея Помпея полководцем. — 95 с.; «За Архия поэта». — 92 с.; Речь против Вереса. — 103 с.; Речь в защиту Т. Анния Милона. — 178 с.; Речь перед Гаем Цезарем за Квинта Лигария. — 51 с.
- Марк Туллий Цицерон. Речи. В 2 т. / Пер. В. О. Горенштейна; Отв. ред. М. Е. Грабарь-Пассек. (Серия «Литературные памятники»). — М.—Л., 1962. — Т. 1. — 448 с.; Т. 2. — 400 с. (включает перевод 27 речей)
  - переизд.: М.: Наука. — 1993.
- Цицерон. Речи / Пер. В. О. Горенштейна // Вестник древней истории. — 1986. — № 4; — 1987. — № 1—2.
- Письма Марка Туллия Цицерона. В 3 т. / Пер. В. О. Горенштейна. — М.—Л.: Издательство АН СССР, 1949—1951. — (Серия «Литературные памятники»).
  - переизд.: (Серия «Античная классика»). — М.: Ладомир, 1994. — Т. 1. Письма 1—204. — 544 стр.; Т. 2. Письма 205—474. — 512 стр.; Т. 3. Письма 475—930. Фрагменты писем. Указатели. — 832 с.
- Цицерон. Диалоги: О государстве. О законах. / Пер. В. О. Горенштейна, прим. И. Н. Веселовского и В. О. Горенштейна, ст. С. Л. Утченко; Отв. ред. С. Л. Утченко. — М.: Наука, 1966. — 224 с. — (Серия «Литературные памятники»). — 20 000 экз.
- Цицерон. Три трактата об ораторском искусстве. / Пер. и прим. Ф. А. Петровского («Об ораторе» [с.75-272]), И. П. Стрельниковой («Брут, или О знаменитых ораторах» [с. 253—328]), М. Л. Гаспарова («Оратор» [с. 329—384]). Под ред. М. Л. Гаспарова. — М.: Наука, 1972. — 472 с. — 25 000 экз.
- Цицерон. О старости. О дружбе. Об обязанностях. / Пер., ст. и прим. В. О. Горенштейна под ред. М. Е. Грабарь-Пассек, ст. С. Л. Утченко; Отв. ред. С. Л. Утченко. — М.: Наука, 1974. — 248 с. — (Серия «Литературные памятники»). — 40 000 экз.
- Марк Туллий Цицерон. Избранные сочинения. / Сост. и ред. М. Л. Гаспарова, С. А. Ошерова, В. М. Смирина. Вступ. ст. Г. С. Кнабе. — М.: Худож. лит, 1975. — 456 с. — (Серия «Библиотека античной литературы. Рим»). — 50 000 экз. (включает новые переводы: пять речей, «Тускуланские беседы» М. Л. Гаспарова [с. 207—357], «Лелий, или О дружбе» Г. С. Кнабе [с. 386—416])
- Цицерон. Философские трактаты. / Пер. М. И. Рижского; Отв. ред., сост. и вступ. ст. Г. Г. Майорова. — М.: Наука, 1985. — 384 с. — (Серия «Памятники философской мысли»). — 100 000 экз. (включает трактаты «О природе богов»[264], «О дивинации», «О судьбе»)
- Цицерон. О пределах блага и зла. Парадоксы стоиков. / Пер. Н. А. Фёдорова, комм. Б. М. Никольского, вступ. ст. Н. П. Гринцера. — М.: РГГУ, 2000. — 480 с. — (Серия «Памятники мировой культуры»). — 3000 экз.
- Цицерон. Топика / Пер. А. Е. Кузнецова. — М.: Директ-Медиа, 2002. — 49 с.
- Цицерон. Учение академиков / Пер. Н. А. Фёдорова, вступ. ст. М. М. Сокольской. — М.: Индрик, 2004. — 320 с. — 800 экз.
- Цицерон. О нахождении риторики / Пер.: М. М. Ледащев, П. А. Дуброва. — М.: Сольба, 2020. — 176 с. — 1000 экз.

Английские переводы:
- В серии «Loeb classical library» сочинения Цицерона изданы в 29 томах (включая «Риторику к Гереннию» в т. 1, речи в томах 6-15, письма в томах 22-29).
- Переводы всех 58 речей и значительного числа трактатов

Французские переводы:
- В серии «Collection Budé» (латинские тексты с французскими переводами и комментариями) опубликованы более 50 томов сочинений Цицерона, включая переписку в 11 томах (в хронологическом порядке), речи в 20 томах (из них тома 1, 13, 16 в двух частях) и другие сочинения (пока отсутствуют издания «О природе богов», «О дивинации», «Учение академиков»): Cicèron.
- Aratea. Fragments poétiques. Texte établi et traduit par J. Soubiran. 2e tirage 2002. 386 p.
- Brutus. Texte établi et traduit par J. Martha. 6e tirage 2003. XV, 264 p.
- Caton l’Ancien. De la vieillesse. Texte établi et traduit par P. Wuilleumier. 6e tirage 2002. 195 p.
- Des termes extrêmes des Biens et des Maux. T. I: Livres I—II. Texte établi et traduit par J. Martha. 5e édition revue, corrigée et augmentée par C. Lévy 1990. 3e tirage de la 5e édition 2002. XXXII, 244 p.
- Des termes extrêmes des Biens et des Maux. T. II: Livres III—V. Texte établi et traduit par J. Martha. 5e édition revue et corrigée par Cl. Rambaux 1989. 3e tirage de la 5e édition 2002. 326 p.
- Les Devoirs. T. I: Introduction. — Livre I. Texte établi et traduit par M. Testard. 4e tirage 2009. 294 p.
- Les Devoirs. T. II: Livres II et III. Texte établi et traduit par M. Testard. 3e tirage 2002. 322 p.
- Divisions de l’Art oratoire. — Topiques. Texte établi et traduit par H. Bornecque. XVII, 206 p.
- De l’invention. Texte établi et traduit par G. Achard. 2e tirage 2002. 436 p.
- Lélius. De l’Amitié. Texte établi et traduit par R. Combès. LXXVIII, 133 p.
- De l’orateur. T. I: Livre I. Texte établi et traduit par E. Courbaud. 9e tirage 2009. XXXIV, 186 p.
- De l’orateur. T. II: Livre II. Texte établi et traduit par E. Courbaud. 6e tirage 2009. 320 p.
- De l’orateur. T. III: Livre III. Texte établi par H. Bornecque et traduit par H. Bornecque et E. Courbaud. 6e tirage. III, 213 p.
- L’Orateur. Du meilleur genre d’orateurs. Texte établi et traduit par A. Yon. CCIII, 296 p.
- Les Paradoxes des Stoïciens. Texte établi et traduit par J. Molager. 199 p.
- La République. Tome I: Livre I. Texte établi et traduit par E. Bréguet. 334 p.
- La République. Tome II : Livres II—VI. Texte établi et traduit par E. Bréguet. 325 p.
- Traité des Lois. Texte établi et traduit par G. de Plinval. LXXIII, 239 p.
- Traité du Destin. Texte établi et traduit par A. Yon. LXV, 76 p.
- Tusculanes. Tome I: Livres I—II. Texte établi par G. Fohlen et traduit par J. Humbert. 226 p.
- Tusculanes. Tome II: Livres III—V. Texte établi par G. Fohlen et traduit par J. Humbert. IV, 335 p.

Только французский перевод:
- De la divination. Traduit et commenté par G. Freyburger et J. Scheid. Préface de A. Maalouf. — Paris, 1992. — IV, 247 p.

### «Риторика для Геренния» (Псевдо-Цицерон)
- В серии «The Loeb classical library» (латинский текст с английским переводом).
- В серии «Collection Budé»: Rhétorique à Herennius. Texte établi et traduit par G. Achard. LXXXIV, 485 p. ISBN 978-2-251-01346-6

Исследования:
- Стрельникова И. П. «Риторика для Геренния». // Кузнецова Т. И., Стрельникова И. П. Ораторское искусство в древнем Риме. — М.: Наука, 1976. — Гл. 2. С. 62-91.
- Альбрехт М. фон. История римской литературы. Т. 1. — М., 2003. — С. 643—646.